# Lastenfahrrad

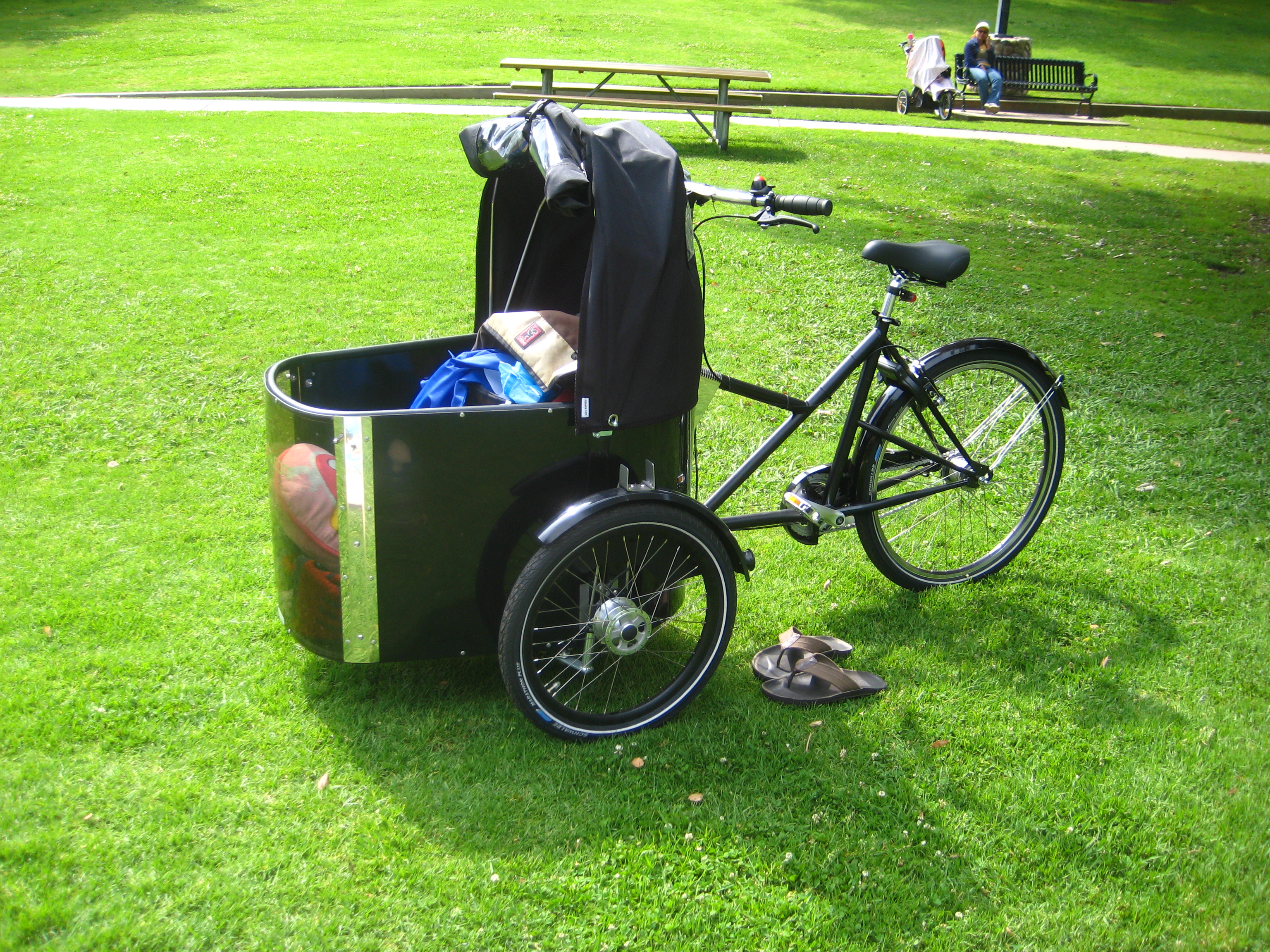
Lastenfahrrad von Nihola mit Einzelradlenkung, Verdeck und vorderem Sichtfenster für den Kindertransport

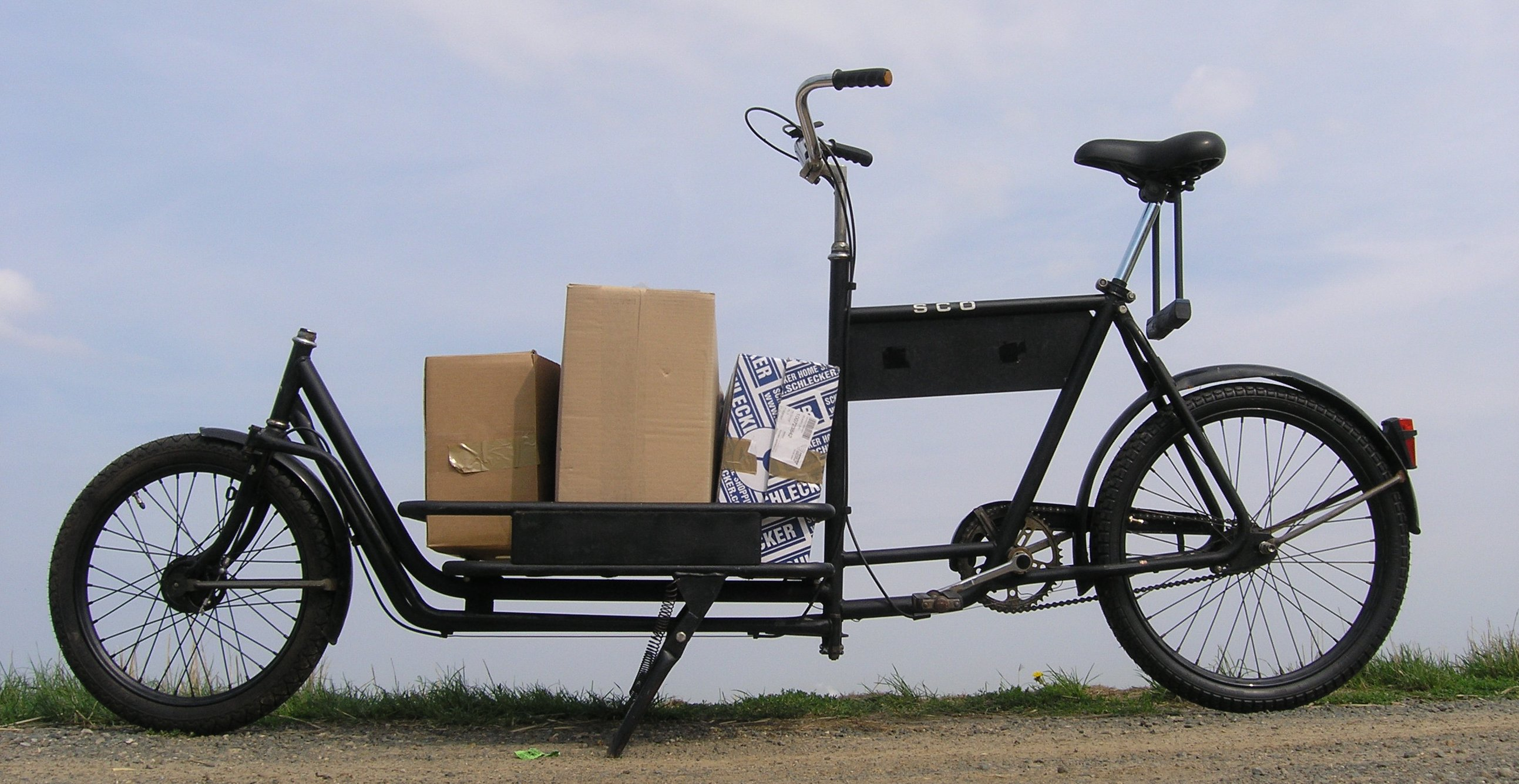
Dänisches Lastenrad Long John

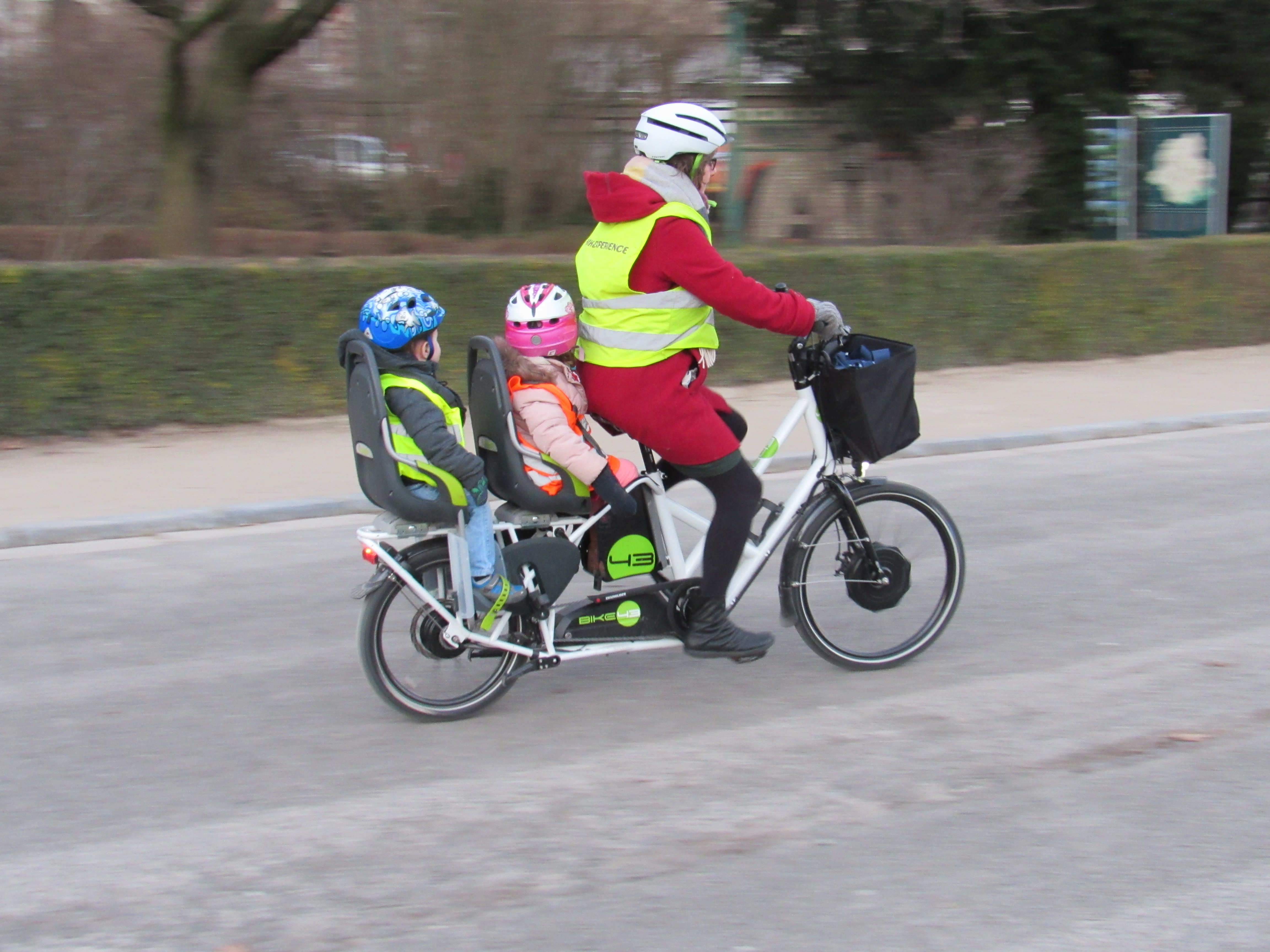
Kindertransport mit Longtail

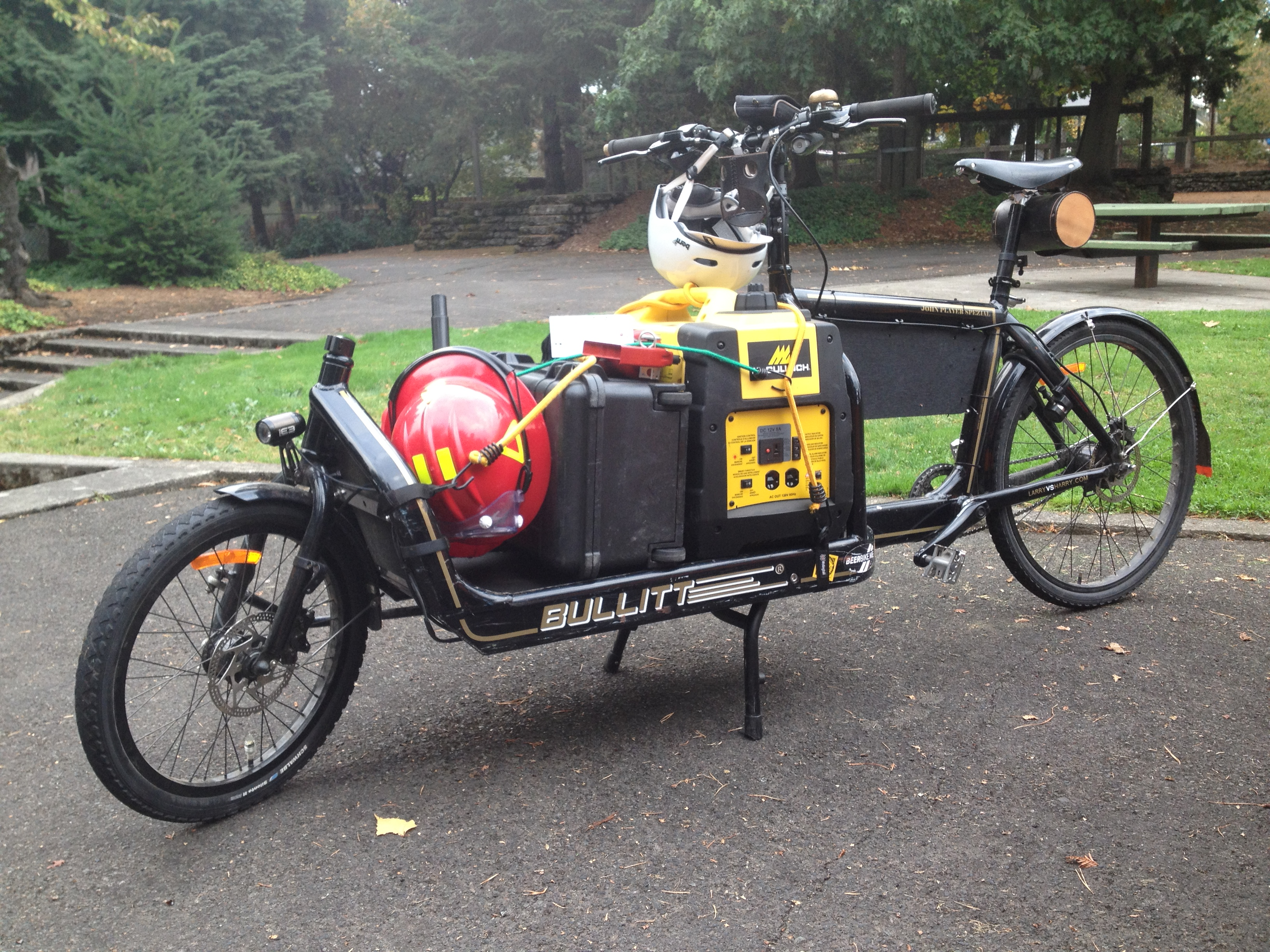
Lastenradnutzung für Arbeitseinsätze

Als Lastenfahrrad, Lastenrad, Transportrad, Cargobike oder Bakfiets (selten: Frachtrad), in der Schweiz auch Cargovelo, wird ein Fahrrad oder einem Fahrrad gleichgestelltes Fahrzeug bezeichnet, das dem Transport von Gütern oder Personen dient. Je nach Aufgabe und Einsatzgebiet ist es mit verschiedenen An- und Aufbauten ausgerüstet. Ein Lastenrad mit elektrischer Tretunterstützung wird als Elektro-Lastenfahrrad bezeichnet.
In nordeuropäischen Großstädten werden zunehmend Lastenräder mit integrierter Transportkiste von jungen Familien zum Transport von Kindern und Einkäufen genutzt.

## Bauformen
Lastenräder haben zwei, drei oder seltener vier Laufräder, mindestens eines davon wird per Muskelkraft angetrieben.
Verbreitete Transport-Zweiräder wie das Bäckerrad, das Postrad und der Vorderlader (auch als Long John bezeichnet) haben meist eine größere Ladefläche vor dem Lenker. Die Ladung ist dabei im Blick des Fahrers und das Fahrrad bleibt wendig und gut manövrierbar.
- Bäckerrad ist die landläufige Bezeichnung für ein Fahrrad mit großem stabilen Gepäckträger vor dem Lenker, der am Hauptrahmen befestigt ist. Das Vorderrad ist in der Regel kleiner als das Hinterrad, um den Schwerpunkt niedrig zu halten. Diese robusten Räder wurden in größerer Zahl produziert und waren vielfach auch als Werksfahrräder im Einsatz.
- Postfahrräder für Briefträger haben oft den gleichen Aufbau wie das Bäckerrad, üblicherweise mit tiefem Einstieg, um das Ab- und Aufsteigen zu erleichtern. Kisten und Taschen für Briefe und Päckchen sind oft auch hinten befestigt. Der breite vorklappbare Ständer unter der Ladefläche hat oft Rollen, die das Aufständern erleichtern.
- Beim Frontlader sind Steuerrohr und das kleinere Vorderrad nach vorne versetzt, so dass sie vollständig unter der Ladefläche liegen, und vom Lenker über Gestänge oder Seilzug angesteuert werden. Solche Lastenräder sind leicht und wendig und u. a. als messenger cargo bike bei Fahrradkurieren im Einsatz. Eine Variante mit vorderem Sitzplatz ist das Stufentandem.

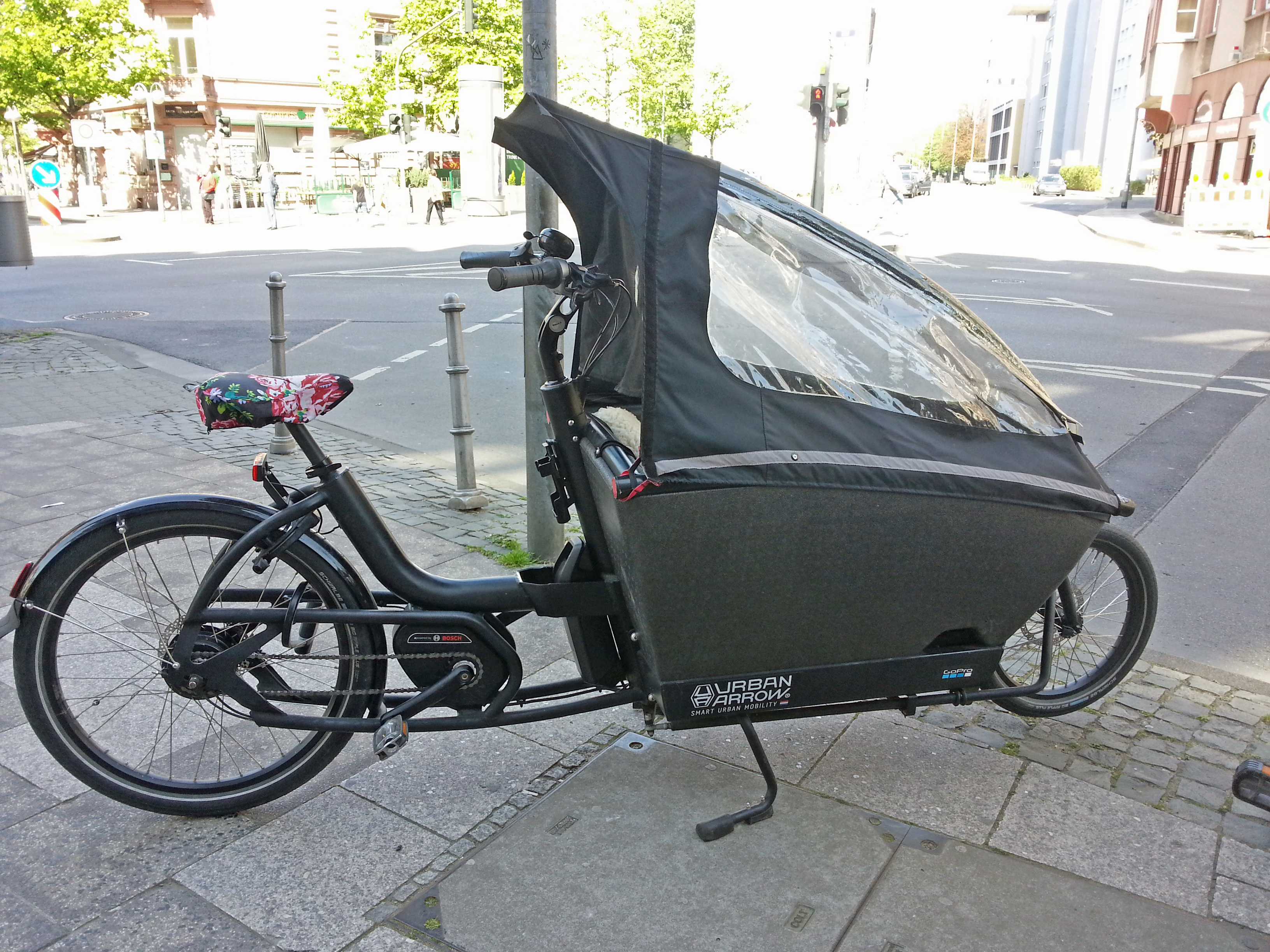
Long John für den Privatgebrauch mit Regenverdeck und Elektromotor (Urban Arrow, späte 2010er-Jahre)

- „Vorderlader“ oder „Long John“-Lastenräder haben eine tief gelegene Ladefläche zwischen Lenker und dem noch weiter vorne stehenden Vorderrad. Die Lenkbewegung wird ebenfalls über Gestänge oder Seilzug übertragen. Sie verbreiteten sich ab 1920 zunächst in Dänemark und wurden in traditioneller Form von verschiedenen Manufakturen hergestellt. Der tiefe Schwerpunkt erleichtert den Transport auch großer und schwerer Lasten. Durch den längeren Rahmen haben sie ein etwas höheres Eigengewicht als Bäckerräder oder Vorderlader. Seit einigen Jahren bieten nordeuropäische Hersteller moderne Long-John-Lastenräder mit Aluminiumrahmen an.
- Longtails haben einen deutlich verlängerten Radstand hinter dem Sitz, um über und seitlich des Hinterrads Ladeflächen vorzusehen, die häufig auch zum Transport von einem oder mehreren Beifahrern genutzt werden (die rittlings hinter dem Fahrer sitzen).
- Der Hinterlader ist eine seltenere Bauart mit tiefer gelegener Ladefläche hinter dem Fahrer.

Die Ladefläche von Lasten-Dreirädern liegt zwischen zwei Laufrädern und befindet sich entweder vor oder hinter dem Fahrer. Dreirädrige Lastenräder erlauben größere Aufbauten, sind jedoch bei Kurvenfahrten schwerfälliger.
- Bei der klassischen Bauform von Rikschas und Fahrradtaxis liegt die Ladefläche zwischen den beiden Hinterrädern, von denen in der Regel nur eines angetrieben wird (zum Antrieb beider Hinterräder würde anderenfalls ein Differentialgetriebe benötigt).
- Dreiräder mit Ladefläche zwischen den Vorderrädern haben zwei gelenkte Vorderräder. Besonders Dreiräder mit einem Kasten zum Transport von Einkäufen und Kindern verbreiten sich nach Anfängen in Amsterdam und Kopenhagen[1] in vielen nordeuropäischen Städten. Es gibt im Wesentlichen drei Konstruktionsweisen der Lenkung:
  - Traditionell sind die Vorderräder starr mit der Ladefläche verbunden. Das Fahrrad wird per Drehschemel unter oder Knicklenkung hinter der Ladefläche gesteuert, so dass die Last beim Lenken mitschwenkt. Diese Räder neigen oft zum Kippen bei schnellerer Kurvenfahrt. Die Lenkung hat teilweise eine selbstverstärkende Wirkung, die durch einen Lenkungsdämpfer abgeschwächt werden kann.[2]
  - Bei neueren Dreirädern mit Achsschenkellenkung werden die Vorderräder einzeln angelenkt, und die Ladefläche ist fest mit dem Rahmen verbunden (Firmen Chike und Nihola). Dies erleichtert die Lenkung des Rades. Die nutzbare Ladefläche reduziert sich durch die einschwenkenden Vorderräder.
  - In jüngster Zeit werden auch Dreiräder mit Einzelradlenkung angeboten, die sich wie Zweiräder beim Lenken in die Kurve legen und so insbesondere in der Stadt wendiger und einfacher zu fahren sind.

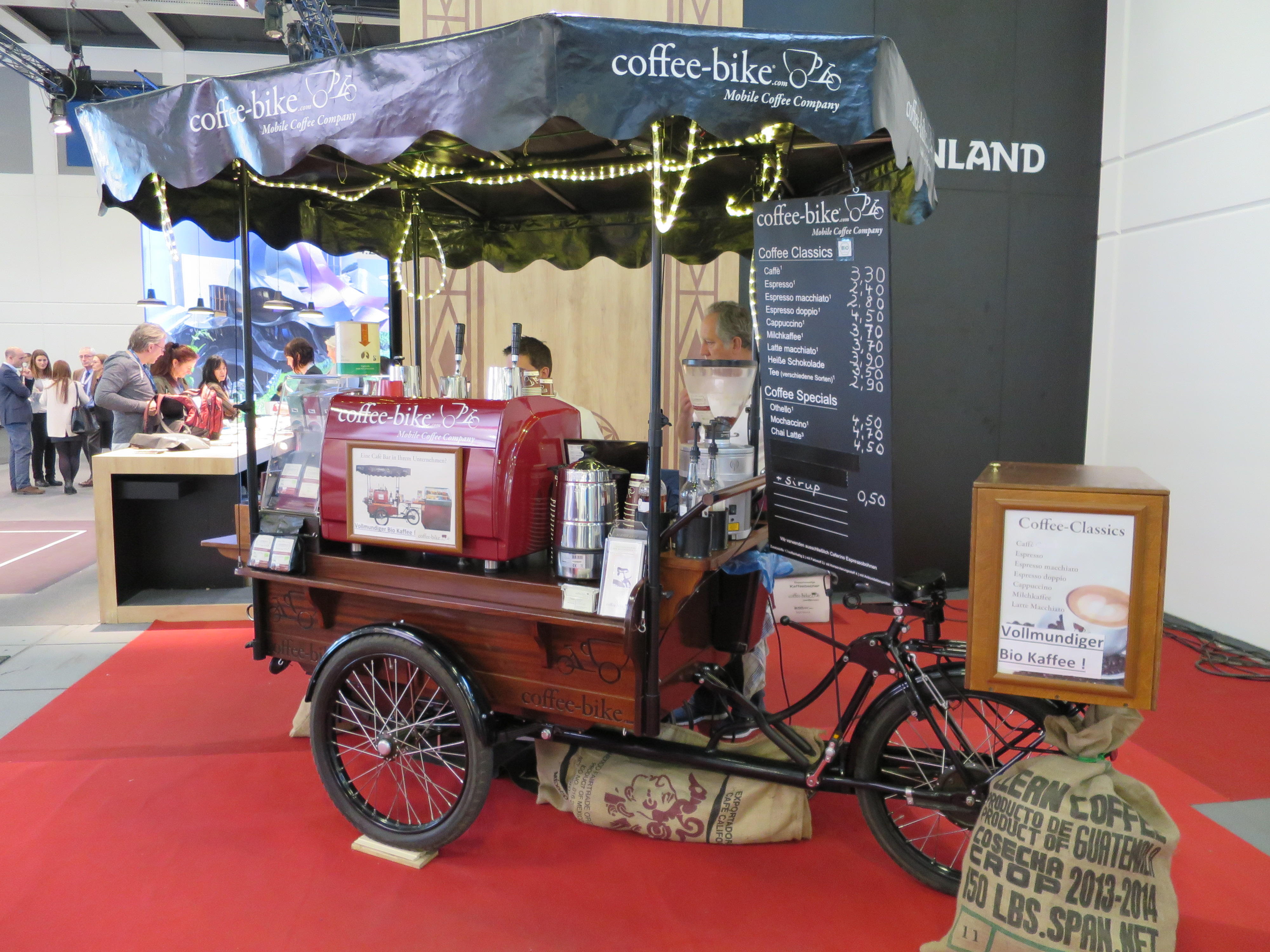
Coffee-Bike, Internationale Tourismus-Börse Berlin (2016)

| Marke (Land)        | Modell                   | zirka-Preis (2024, Grundausstattung) | Antrieb | Plattform-Abmessung L × B in cm               | Leergewicht in kg | zul. Gesamtgewicht in kg (inkl. Fahrer) | Bauform/Typ           |
| ------------------- | ------------------------ | ------------------------------------ | ------- | --------------------------------------------- | ----------------- | --------------------------------------- | --------------------- |
| Omnium (DK)         | Cargo V3                 | 3.000 €                              | konv.   | 083 × 50                                      | 18                | 175                                     | Frontlader            |
| Larry vs Harry (DK) | Bullitt                  | 3.600 €                              | konv.   | 070 × 46                                      | 23                | 180                                     | Vorderlader           |
| Riese & Müller (D)  | Load 60                  | 5.700 €                              | elektr. | 080 × 67                                      | 36                | 200                                     | Vorderlader           |
| Maderna (A)         | MCS Truck                | 2.700 €                              | konv.   | 080 × 60                                      | 28                | 200                                     | Hinterlader (Zweirad) |
| Radkutsche (D)      | Musketier                | 4.700 €                              | konv.   | 120 × 90                                      | 68                | 300                                     | Hinterlader (Dreirad) |
| BTWIN               | Cargobike R500E Longtail | 3.000 €                              | elektr. | individuell durch An- bauteile konfigurierbar | 38                | 208                                     | Longtail              |
| Tern (TWN)          | GSD                      | 4.100 €                              | elektr. | individuell durch An- bauteile konfigurierbar | 34                | 200                                     | Longtail              |

## Einsatzgebiete
- Familienrad für Kinder und Einkäufe
- Kindertransporter: Ausflüge mit Kleingruppen in der Kindertagesbetreuung
- Radlogistik: Lieferfahrrad, Kurier-, Express-, Paket-, Postdienste, Werksfahrrad, Militärfahrrad
- Verkaufsfahrrad, Gastronomie, drei- oder vierrädrig und oft mit Verdeck als Regen- und Sonnenschutz, etwa als
  - rollende Kaffeebar mit Kaffeemaschine
  - Eisfahrrad zum Verkauf von Speiseeis
- Handwerker- und Werkstattfahrzeug: Straßen- und Fensterreinigung, Bikekitchen (bei Critical-Mass-Veranstaltungen), Schornsteinfeger, Messer- und Scherenschleifer usw.
- Werbe-, Info- und Aktionsfahrzeug (z. B. als Übertragungswagen für Liveübertragungen[9])

## Geschichte

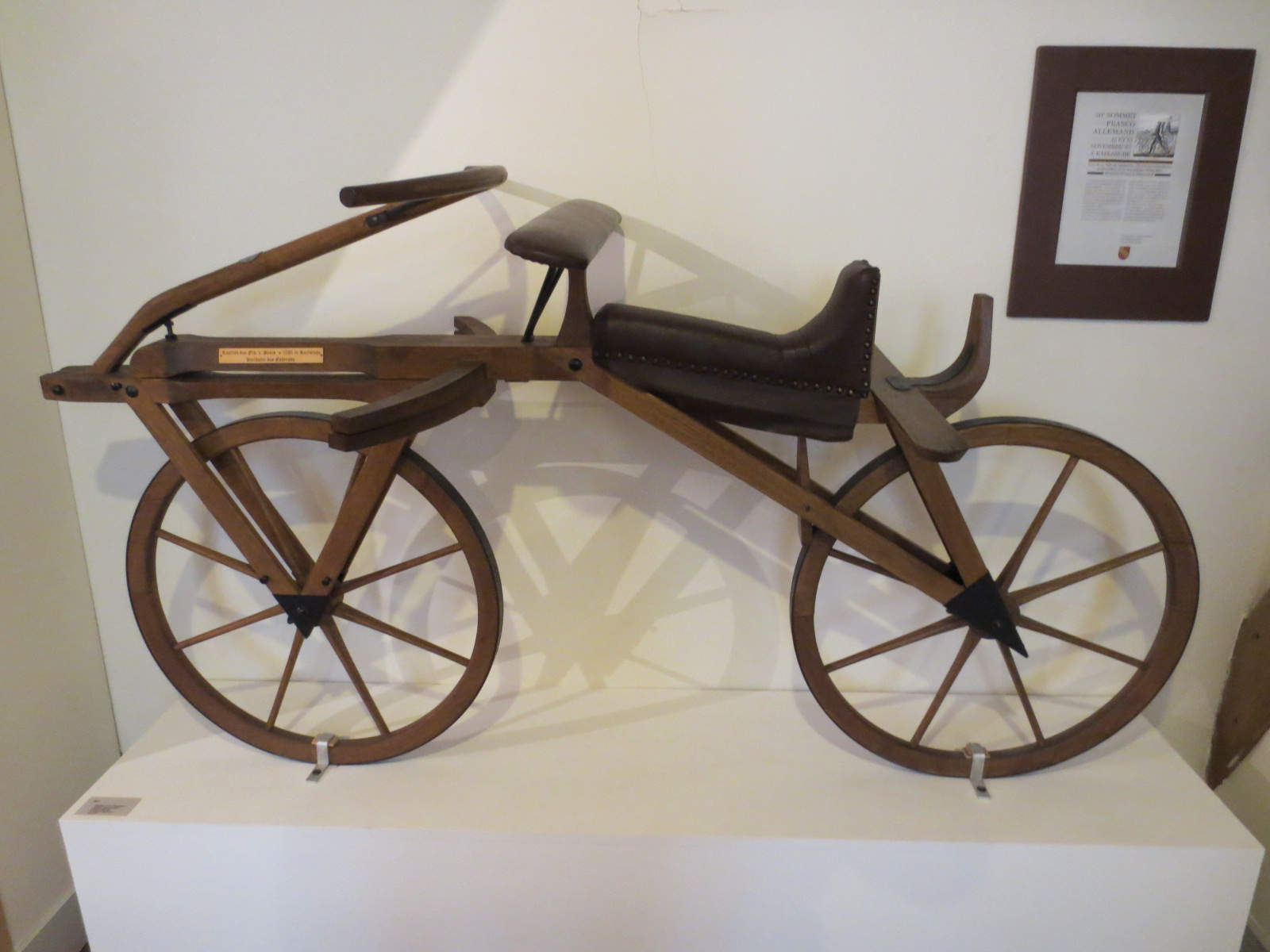
Nachbau der Laufmaschine von Karl Drais im Musée du Septennat. Hinter dem Fahrersitz befinden sich Vorrichtungen zur Gepäckbefestigung.

Die Geschichte des Fahrrads erfährt erst seit dem Ende des 20. Jahrhunderts vermehrte Aufmerksamkeit. Da Lastenräder häufig von kleinen, örtlichen Herstellern gefertigt wurden und sie vor allem im Alltag zum Einsatz kamen, gibt es – insbesondere im Vergleich zu Rennfahrrädern – kaum Unterlagen über sie. Auch der organisierte Einsatz von Arbeitsradflotten, zum Beispiel bei Postunternehmen, ist kaum dokumentiert. Die Geschichte des Lastenrads und seiner Verwendung ist entsprechend mit Unsicherheiten behaftet.

### Vorläufer
Bereits für die 1817 von Karl von Drais erfundene Laufmaschine, dem Vorläufer des Fahrrads, wurde eine Verwendung für den Lasten- und Personentransport vorgeschlagen.:13 Spätere Draisinen hatten einen Holm hinter dem Fahrersitz, auf dem Gepäck verzurrt werden konnte, alternativ konnte auch eine Holzplattform als Gepäckträger montiert werden.:353 ff.

### Gewerbliche Nutzung

#### Anfänge
Von James Starley 1877 entworfene Dreiräder lösten einen fast zehn Jahre währenden Dreiradboom aus. Viele dieser Räder wurden rasch für den Fracht- und Personentransport umgebaut. Im Gegensatz zu etablierten Pferdefuhrwerken konnten diese zwar weniger Gewicht transportieren, verdreckten aber die Straßen nicht und verursachten weniger Arbeit und laufende Kosten als Pferde. Gleichzeitig waren Fahrräder zu dieser Zeit teure Statussymbole der Oberschicht, sodass auch gewerbliche Lastenräder als modern und zukunftsweisend galten. Mit der industriellen Produktion und damit steigenden Verfügbarkeit von Fahrrädern sowie der beginnenden Motorisierung begann das Interesse an Lastenrädern und deren sozialer Status jedoch bereits ab der Jahrhundertwende zu sinken.

#### Ab der Jahrhundertwende
Vor der Einführung des Selbstbedienungskonzepts oblag es üblicherweise dem Händler, verkaufte Waren auch zuzustellen. In Kombination mit einer aufstrebenden Mittelschicht, wachsendem Konsum, der Verstädterung und niedrigen Lohnkosten führte dies um die Jahrhundertwende zu einem hohen Bedarf an innerstädtischer Transportkapazität. So wurden Fahrräder für die Auslieferung von Backwaren (Bäckerfahrrad), Fleischwaren (englisch butcher's bike), Post (Postfahrrad) und weiterer Waren genutzt, ebenso dienten sie als mobile Werkstätten, um Ausrüstung zu Arbeitsstellen zu transportieren und als mobile Verkaufsstände. Dabei hatte sich zu diesem Zeitpunkt noch keine komplexe Logistik herausgebildet, die Fahrer waren meist direkt bei dem jeweiligen Betrieb angestellt, dessen Waren sie transportierten, häufig handelte es sich auch um Nebentätigkeiten von Gesellen oder Hilfsarbeitern.
Bei den im Stadtbild weit verbreiteten Lastenrädern handelte es sich entweder um handelsübliche Fahrräder mit entsprechenden Anbauten, Bäckerräder oder Drei- oder Vierräder; Long Johns kamen erst später auf. Statt anfälligen Luftreifen wurden häufig schlechter rollende Vollgummireifen verwendet. Wie fast alle damaligen Fahrräder waren sie schwer und hatten keine Gangschaltung, was ihre Verwendung auf Gebiete mit flacherer Topographie beschränkte. Tagsüber dienten sie zudem als Werbeträger, nachts wurden sie in den Hinterhöfen und Schuppen der Stadt abgestellt.:359 ff.
Bewegt wurden mehrspurige Lastenräder fast ausschließlich von männlichen und häufig jugendlichen Fahrern. Die Arbeitsbedingungen und die Bezahlung waren häufig schlecht und die Arbeit stigmatisiert. Bereits ab 1910 bildeten sich Formen der gewerkschaftlichen Organisation. Wenn Frauen damals Radtransporte erledigten, dann meist mit vergleichsweise leichter Ladung wie Briefen auf handelsüblichen Fahrrädern.
Die Verwendung von Lastenrädern in Europa und den USA erlebte in den 1930er-Jahren ihren Höhepunkt, zu diesem Zeitpunkt finden auch Anhänger erstmals Verbreitung. Auch während und nach dem Zweiten Weltkrieg kommt es aufgrund von Material- und Treibstoffmangel wieder zu einem vermehrten Einsatz.

#### Einfluss der Massenmotorisierung

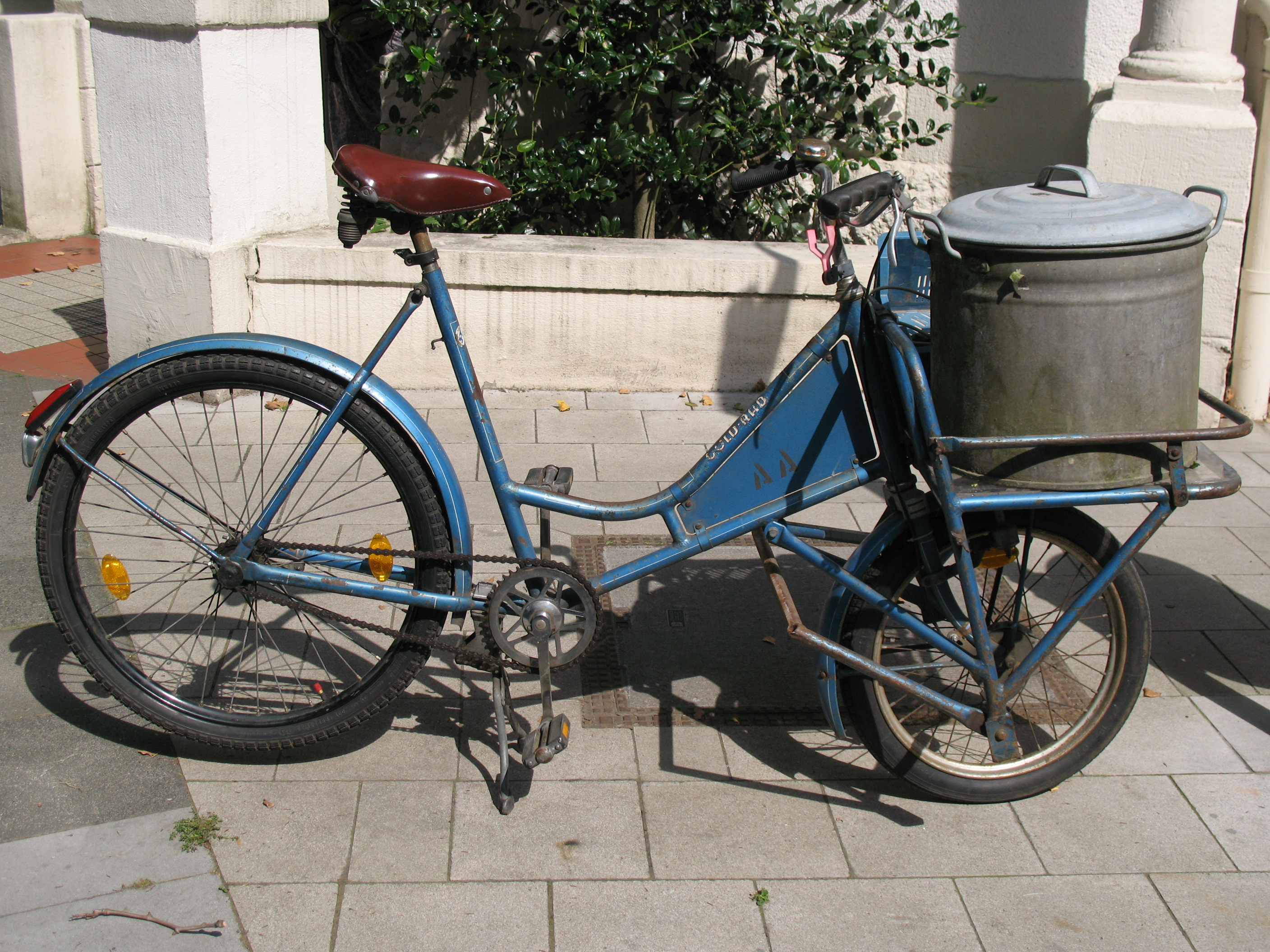
Bäckerrad (1955), das in sehr ähnlicher Form von diversen Herstellern produziert wurde, 100 kg Zuladung

Der zunehmende Motorisierungsgrad führte zuerst in den USA und nach dem Zweiten Weltkrieg auch in Europa zu einer Verdrängung von Lastenrädern. Ein Auto stand für Wohlstand, während Lastenräder mit körperlicher Arbeit und niedrigen sozialem Status assoziiert wurden. In der autogerechten Stadt wurden Lastenräder als Verkehrshindernis wahrgenommen.
Ein weiterer Aspekt, der zum Niedergang des Lastenrades geführt hat, liegt auch in der Modernisierung der Logistikketten und Konsumgewohnheiten von den 1950er- bis 1970er-Jahren: Hauspersonal, das um die Jahrhundertwende noch bis in die Mittelschicht hinein üblich war, wurde zur Seltenheit. Durch die zunehmende Verbreitung der Selbstbedienung und Kassageschäfte wurde es weniger üblich, Produkte bis an die Haustüre geliefert zu bekommen. Gleichzeitig ermöglichten die zunehmende Verbreitung von Kraftfahrzeugen und günstige fossile Kraftstoffe, weiter entfernte Geschäfte aufzusuchen. Auch die Doppelbelastung durch zunehmende Berufstätigkeit von Frauen machte größere Geschäfte attraktiver, in denen alle Einkäufe zentral erledigt werden konnten. Tante-Emma-Läden wurden durch den Supermarkt ersetzt.
Trotz technischer Neuerungen wie der Gangschaltung waren Lastenräder Mitte der 1970er-Jahre weitestgehend aus dem westlichen Stadtbild verschwunden. Fahrradkuriere, die überwiegend vergleichsweise leichte Sendungen transportierten und sich durch den Verkehr schlängeln wollten, nutzten die behäbigen Lastenräder kaum. Nischen, in denen sie sich halten konnten, waren die Verteilung von Post und Zeitungen, der innerbetriebliche Transport sowie vereinzelt als Verkaufsstände, beispielsweise für Speiseeis.

#### 21. Jahrhundert

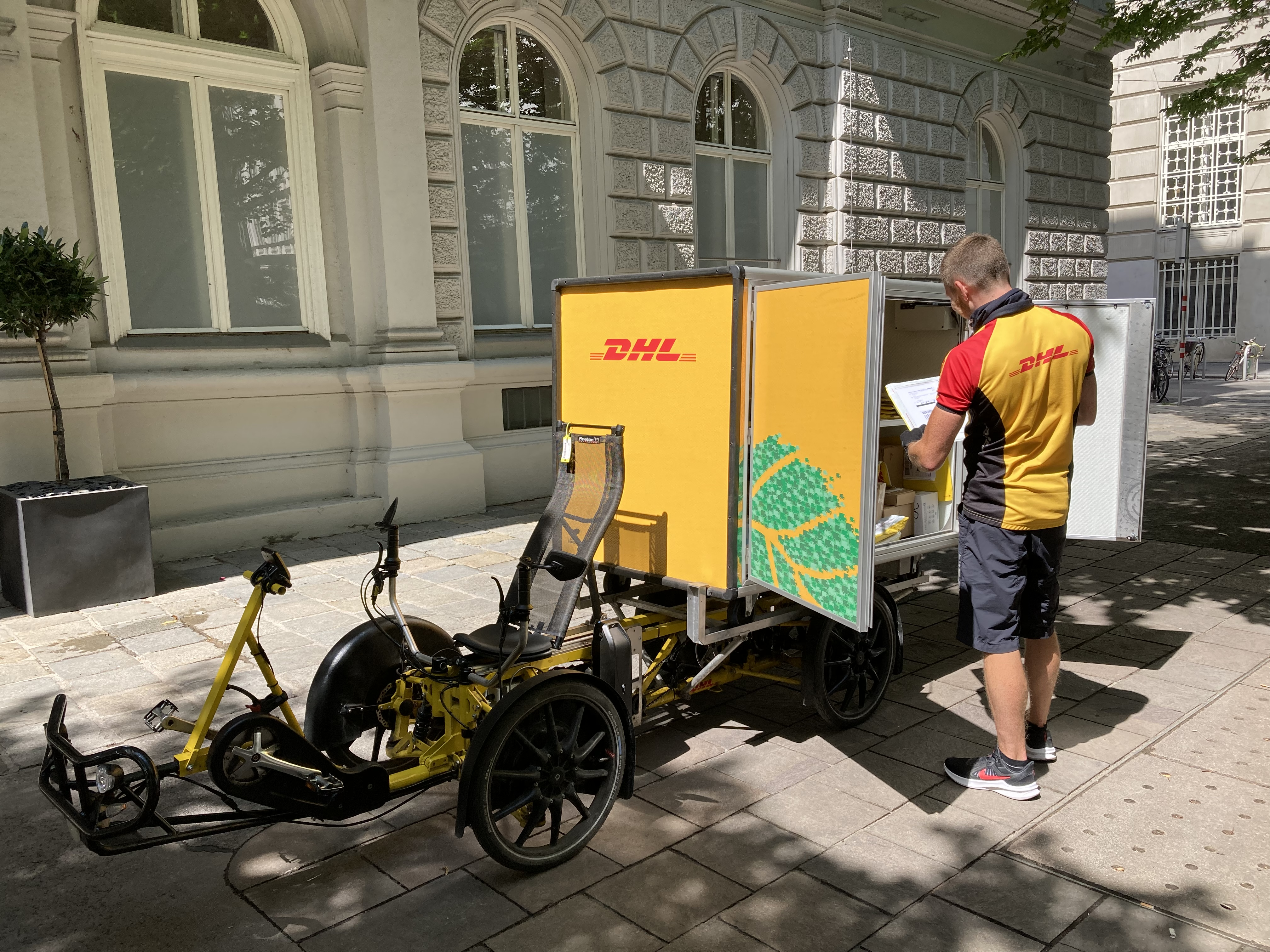
Vierrädriges DHL-Lasten-Liegerad bei Paketzustellungen (Wien 2021)

Seit den 2010er-Jahren wurden Lastenräder erstmals wieder als Logistikoption gesehen, insbesondere auf der letzten Meile im städtischen Bereich. Ursächlich dafür waren neben technischen Verbesserungen der Räder auch eine sich verändernde gesellschaftliche Haltung zu Umwelt- und Klimathemen sowie ein wiedererstarkendes Interesse an der Gestaltung der Städte. Damit einhergehend wurden Lastenräder auch durch bauliche Veränderungen in Städten, die den motorisierten Individualverkehr reduzieren sollen, attraktiver, so ermöglicht ihnen ihr rechtlicher Status als Fahrrad im Vergleich zu Kraftfahrzeugen flexibleres Parken, die Passage von Modalfiltern, die Umgehung von Staus usw. Auch kam wieder ein geändertes Konsumverhalten zum Tragen: Durch die rasante Etablierung des Onlinehandels und die dadurch steigenden Paketmengen stieg der Bedarf an innerstädtischen Transportleistungen. Diskutiert werden vor allem Hub-and-Spoke-Logistik, bei der Waren mit Lkw an Umschlagorte gebracht werden, von wo aus sie mit Lastenrädern im näheren Umfeld zugestellt werden.
Die in der ersten Hälfte des Jahrzehnts zur Verfügung stehenden Modelle stammten meist aus den Niederlanden oder Dänemark, wo der gewerbliche Lastenradgebrauch nie vollständig verschwunden war. Die ersten Modelle zielten noch auf den Privatsektor ab (zulässige Gesamtmasse bis 150 kg, Ladevolumen unter 1000 ℓ). Die Räder waren oft un- oder untermotorisiert. Um 2015 kamen in Europa motorisierte und zur gewerblichen Nutzung ausgelegte Schwerlastenräder mit über 300 kg zulässiger Gesamtmasse und bis 3000 ℓ Ladevolumen auf den Markt. Um in einem sich differenzierenden Markt mit immer mehr Lastenrad-Herstellern und Modellen eine begriffliche Trennung zwischen Lastenrädern vorrangig für den privaten Einsatz von Cargo Bikes für den professionellen Einsatz zu unterscheiden, etablierte der Radlogistikverband Deutschland (RLVD) den Begriff des Commercial Cargo Bikes (CCB).

### Private Nutzung
Historisch wurden Lastenräder vor allem für den Arbeitseinsatz genutzt, eine private Nutzung ist durch das gesamte 20. Jahrhundert hinweg kaum belegt. Spätestens mit dem Aufkommen der Motorisierung wurden die Transportbedürfnisse erst von Krafträdern und später von Autos erfüllt. Lastenräder als Privatfahrzeuge waren gesellschaftlich stigmatisiert. Von den 1970er- bis in die 1990er-Jahre wurden Lastenräder in alternativ-ökologischen Gegenkulturen verwendet, insbesondere in den Niederlanden und Dänemark. Eigenbauten oder gewerbliche Modelle wie von Christiania aus Kopenhagen waren vergleichsweise einfach zu konstruieren und symbolisierten die alltägliche Umsetzung ökologischer Ideale. Die Stückzahlen blieben jedoch gering, eine breitere Verwendung außerhalb dieser Kreise fand nicht statt.
Nachdem ab den 1990er-Jahren wieder vermehrt Fahrradanhänger für den Kindertransport verwendet wurden, stieg ab den 2010er-Jahren das Interesse an Lastenrädern für die Privatnutzung deutlich. Durch Leichtbau, verbesserte Schaltungen und insbesondere elektrische Unterstützung wurde ihre Nutzung im Alltag deutlich attraktiver. Zu diesem Zeitpunkt waren Lastenräder so weit aus den westlichen Gesellschaften verschwunden, dass die negativen Konnotationen des 20. Jahrhunderts nicht mehr präsent waren. In der öffentlichen Wahrnehmung wurden sie zunächst als Symbol für umweltfreundliche Mobilität beworben. Später kam eine Konnotation als „sinnfreies Spielzeug wohlhabender urbaner Mittelschichten“ hinzu.
Insbesondere in Dänemark, anderen skandinavischen Ländern und den Niederlanden sind Lastenräder seit den 2010er-Jahren etabliert.

## Rechtslage
In der EU sind Lastenräder sowie E-Lastenräder führerschein- und versicherungsfreie Fahrräder. Dies gilt jedoch nur, sofern das Fahrzeug als Pedelec gilt, also nicht über 25 km/h unterstützt. Darüber hinaus existieren auch S-Pedelec-Lastenräder, welche als Kraftfahrzeug gelten und mit bis zu 45 km/h unterstützen.

### Deutschland

#### Technische Einschränkungen
Mit Stand September 2019 dürfen einspurige Räder bis 4 m Länge, 2,50 m Höhe und 1 m Breite Radwege benutzen. Unklar bleibt die Situation, wenn mehr als 1 m breites Ladegut aufgeladen ist. Radwege dürfen mit elektrisch unterstützten Lastenrädern bis 250 W und 25 km/h und Schiebehilfe bis 6 km/h benutzt werden. S-Pedelecs mit 500 W Leistung und bis zu 45 km/h Motorunterstützung sind auf Radwegen hingegen nicht zugelassen.

#### Transport von Personen
Für Lastenräder sind keine Crashtests o. ä. vorgeschrieben. Jedoch definiert die DIN 79010 „Anforderungen und Prüfverfahren für ein- und mehrspurige Fahrräder“. Dies beinhaltet unter anderem die Kippstabilität bei mehrspurigen Fahrzeugen, dynamische Prüfungen des Rahmens sowie den Personentransport.
Mit der konstitutiven Neufassung der deutschen Straßenverkehrsordnung (StVO), die zum 1. April 2013 in Kraft getreten ist, wurden die Regelungen zum Transport von Personen geregelt.
Laut § 21 Absatz 3 StVO gilt: „Kinder bis zum vollendeten siebten Lebensjahr dürfen auf Fahrrädern von mindestens 16 Jahre alten Personen mitgenommen werden, wenn für die Kinder besondere Sitze vorhanden sind“. Darüber hinaus ist es zudem erlaubt, Personen über sieben Jahre zu transportieren, wenn die Fahrräder auch zur Personenbeförderung gebaut und eingerichtet sind. Laut einer Untersuchung der Unfallforschung der Versicherer seien Lastenräder „in aller Regel für den Transport von Kindern nicht ausreichend geeignet“.
Im Gegensatz zu Fahrradanhängern dürfen auf Lastenrädern mehr als zwei Kinder transportiert werden.

### Österreich
Laut der Straßenverkehrsordnung (Stand 16. März 2025) haben die Fahrräder der Größe des Benutzers zu entsprechen, die Produktsicherheitsbestimmungen sind einzuhalten und nur einspurige Fahrräder müssen den Radweg benutzen. Das Ladegewicht darf nicht überschritten werden. Kinder unter 12 Jahren müssen einen Helm tragen und die Menschen transportierende Person muss mindestens 16 Jahre alt sein.
Laut der Fahrradverordnung dürfen mehrspurige Lastenfahrräder bis maximal 250 kg beladen werden. Bei mehrspurigen für Personentransport bestimmte Räder ist nur ein Sitz pro Person notwendig.
Weiters ist der Personentransport dann gestattet, wenn jede Person einen eigenen Sitz hat, sich festhalten kann und Pedale oder ein Trittbrett hat. Kinder brauchen einen für sie nicht leicht zu öffnenden Gurt.
Laut fahrrad.wien ist zusätzlich die Radwegsbenutzungspflicht für Räder mit mehr als 1,7 m Radstand aufgehoben. Weiters ist die Radwegnutzung bei einer größeren Breite als einen Meter verboten und es darf zu keiner Gefährdung von Personen oder Dingen kommen.

## Lastenfahrräder im ruhenden Verkehr

### Rechtslage

#### Deutschland
Lastenfahrräder dürfen wie herkömmliche Fahrräder nach StVO grundsätzlich am rechten Fahrbahnrand abgestellt werden; bei Dunkelheit müssen sie aber mit einem eigenen Standlicht oder einer Parkwarntafel kenntlich gemacht werden. Ausgewiesene Parkflächen dürfen benutzt werden, wenn sie nicht ausdrücklich durch Zusatzzeichen oder Piktogramme bestimmten Fahrzeugarten vorbehalten sind. Außerdem dürfen Lasten- und andere Fahrräder auch auf Gehwegen, Plätzen und in Fußgängerzonen geparkt werden, wenn dadurch der Fußgängerverkehr nicht behindert wird. Eine Behinderung liegt spätestens dann vor, wenn das benötigte Mindestmaß von 1,80 m des „Verkehrsraums“ für Fußgänger unterschritten wird.
Kostenpflichtige Parkplätze (oder Anwohnerparkplätze) sind in der Regel nicht exklusiv Autos vorbehalten. Fahrräder, insbesondere Lastenräder, dürfen ebenfalls dort geparkt werden, wenn die Nutzer einen Parkschein lösen, was aber in der Praxis ungeklärte Fragen aufwirft (Anbringung des Parkscheins am Fahrrad? Nachweis einer Ordnungswidrigkeit durch das Ordnungsamt?) Eine Ausnahme bildet aktuell (Stand 10/2024) der Stadtstaat Hamburg: Die dortige Verkehrsbehörde hat klargestellt, dass Lastenräder kostenlos auf für Autos kostenpflichtigen Parkflächen am Fahrbahnrand oder auf dem Seitenstreifen abgestellt werden dürfen.

#### Österreich
Fahrzeuge inklusive Fahrräder (und damit auch Lastenfahrräder) sind im Regelfall am Fahrbahnrand und parallel dazu aufzustellen. Außerdem dürfen (Lasten-)Fahrräder an folgenden Orten geparkt werden:
- in Wohnstraßen und Begegnungszonen auch außerhalb von markierten Stellplätzen
- in Fußgängerzonen, sofern Fußgänger und der übrige Verkehr dadurch nicht behindert werden
- an Fahrrad-Abstellelementen
- auf Gehwegen, wenn diese breiter als 2,5 m sind. Dabei müssen die Fahrräder so platzsparend abgestellt werden, dass Fußgänger nicht behindert und Sachen nicht beschädigt werden. Im Bereich von ÖPNV-Haltestellen ist das Abstellen verboten, außer an dort aufgestellten Fahrrad-Abstellelementen.[29]

#### Schweiz
Lastenvelos dürfen wie andere Fahrräder auf Parkierungsflächen für Velos und Mofas sowie auf Trottoirs (schweizerisch, österreichisch, süddeutsch) abgestellt werden, sofern ein 1,5 m breiter Raum für den Fußverkehr frei bleibt. Die Grüne Fraktion hat im Schweizer Parlament eine Motion zu einer Beauftragung des Bundesrates eingereicht, die Signalisationsverordnung dahingehend anzupassen, dass Autoparkplätze für das Abstellen von Transportvelos generell benutzt werden dürfen. Die Motion ist bislang (Stand 10/2024) nicht abschließend behandelt worden.

### Dedizierte Abstellanlagen für Lastenfahrräder

Zusatzzeichen 1010-69 nach § 39 StVO

Weniger im Hinblick auf Standsicherheit, sondern insbesondere zum Schutz vor Diebstahl und Vandalismus beim Langzeitparken benötigen auch Lastenfahrräder Abstellsysteme und Abstellanlagen. Die meisten marktüblichen Fahrradparksysteme und die Gestaltungen von Abstellanlagen sind heute in der Regel ausgerichtet auf herkömmliche Fahrräder und nicht oder nur eingeschränkt kompatibel zu Lastenrädern mit ihren größeren Abmessungen, höherem Gewicht, ihrer Vielgestaltigkeit und schwierigeren Manövrierbarkeit. Damit fehlen heute in der Regel im öffentlichen Raum ebenso wie an den Wohnanlagen sichere lastenradkompatible Abstellanlagen, was ein maßgebliches Hemmnis für den weiteren Ausbau der Lastenradnutzung darstellt.
Seit 2020 haben deutsche Kommunen die Möglichkeit, spezielle Lastenrad-Parkplätze zu schaffen, was bislang aber erst in geringem Umfang geschehen ist. Mit der Novelle der StVO 2020 wurde ein neues Sinnbild „Fahrrad zum Transport von Gütern oder Personen – Lastenfahrrad“ und damit auch das neue Zusatzzeichen 1010-69 eingeführt, mit dem in Kombination mit Zeichen 314 (Parken) dedizierte Lastenrad-Parkplätze beschildert werden können.
Auch in der Schweiz gibt es entsprechende Bestrebungen, beispielsweise hat der Kanton Basel-Stadt 2022 die ersten Parkfelder für Cargovelos eingerichtet und beim Bundesamt für Strassen ASTRA einen Antrag für die Aufnahme eines Cargovelo-Piktogramms in die Signalisationsverordnung eingereicht.

#### Abstellelemente
Im Vergleich zu herkömmlichen Fahrrädern sind Lastenfahrräder in der Regel mit deutlich stabileren und wirksameren angebauten Fahrradständern ausgerüstet. Trotzdem sind auch diese Fahrzeuge angewiesen auf Fahrradparksysteme, insbesondere zum Langzeitparken. Zahlreiche marktübliche Fahrradparksysteme sind jedoch nicht oder nur sehr eingeschränkt kompatibel zu Lastenrädern.
Für die Eignung von Fahrradabstellsystemen zum Abstellen von Lastenfahrrädern gibt es heute keine eindeutigen Kriterien. Wegen der zu herkömmlichen Fahrrädern teilweise abweichenden Anforderungen umfasst die DIN 79008 Stationäre Fahrradparksysteme in ihrem Geltungsbereich keine Parksysteme für (Schwer-)Lastenräder sowie Liege- und Spezialfahrräder. Die Entwicklung einer eigenen DIN-Norm zu Parksystemen für diese Fahrzeuge ist derzeit (Stand 10/2024) nicht in Sicht. Die im Projekt ALADIN entstandene Planungshilfe für Lastenrad-Abstellanlagen führt drei verschiedene Bauformen als lastenradgeeignet auf (und bewertet diese nach den fahrradtyp-unspezifischen Grundanforderungen der DIN 79008 sowie einigen lastenradspezifischen Zusatzanforderungen):
- Anlehnpfosten (auch als Anschließpoller bezeichnet, zum Abstellen herkömmlicher Fahrräder eher kritikwürdig)
- Anlehnbügel in verkürzter Ausführung (⋂-Form, z. B. in 35 cm Breite, Ausführungen mit Knieholm verhindern ein Herunterrutschen der Schlösser)
- Bodenanker (auch als Anschließösen/Anschließbügel bezeichnet)
Bodenanker sind im Hinblick auf Manövrieraufwand und Flächenbedarf die günstigste Lösung, da die Lastenräder einfach über sie hinweggeschoben werden können. Aus dem Untergrund herausragende Bodenanker-Modelle stellen jedoch eine Gefahrenquelle für Stolpern oder Umknicken dar. Es werden aber auch Modelle für bodenbündigen Einbau angeboten, deren Bügel im unbenutzten Zustand automatisch einklappen und vertieft in einer kleinen Mulde liegen, was wiederum bei schlechter Witterung oder Kälte die Handhabung erschweren kann.

Bei der Ausstattung von Abstellanlagen für Lastenräder werden gelegentlich auch niedrige Ausführungen normallanger Anlehnbügel eingesetzt, die für ein Abstellen herkömmlicher Fahrräder eher unattraktiv sind und daher einer Fehlbelegung/Nutzungskonkurrenz entgegenwirken. Auch der Düsseldorfer Dreiecksbügel ist mit dieser Intention entwickelt worden, fällt aber mit seiner außergewöhnlichen Form und dem Lastenrad-Piktogramm besser ins Auge und ist damit gegenüber herkömmlichen niedrigen Anlehnbügeln leicht im Vorteil, denn je nach konkreter Ausgestaltung der Abstellanlage können niedrige Bügel im unbeparkten Zustand auch übersehen werden und insbesondere bei Höhen unter 50 cm eine Stolpergefahr darstellen.

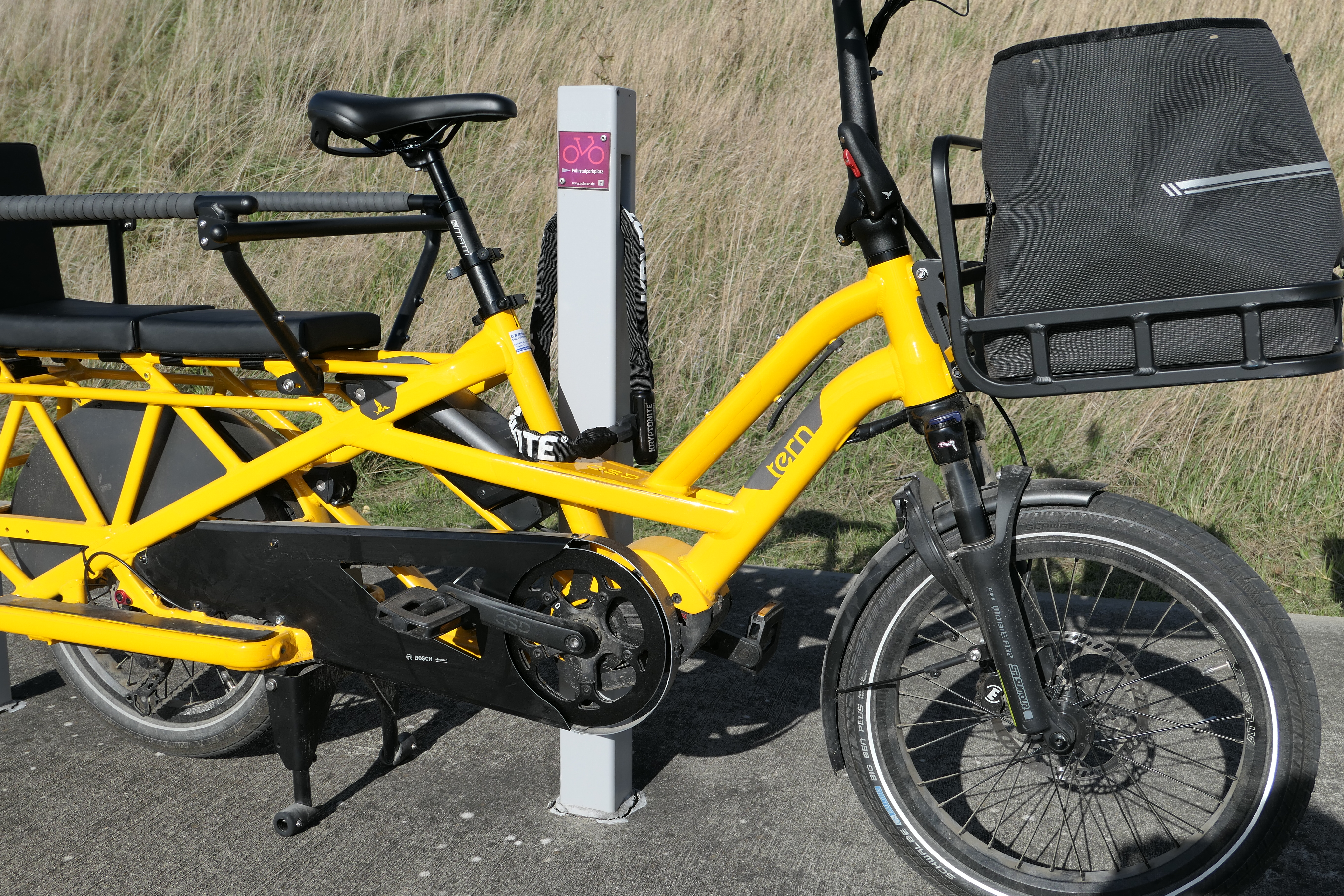
Anlehnpfosten
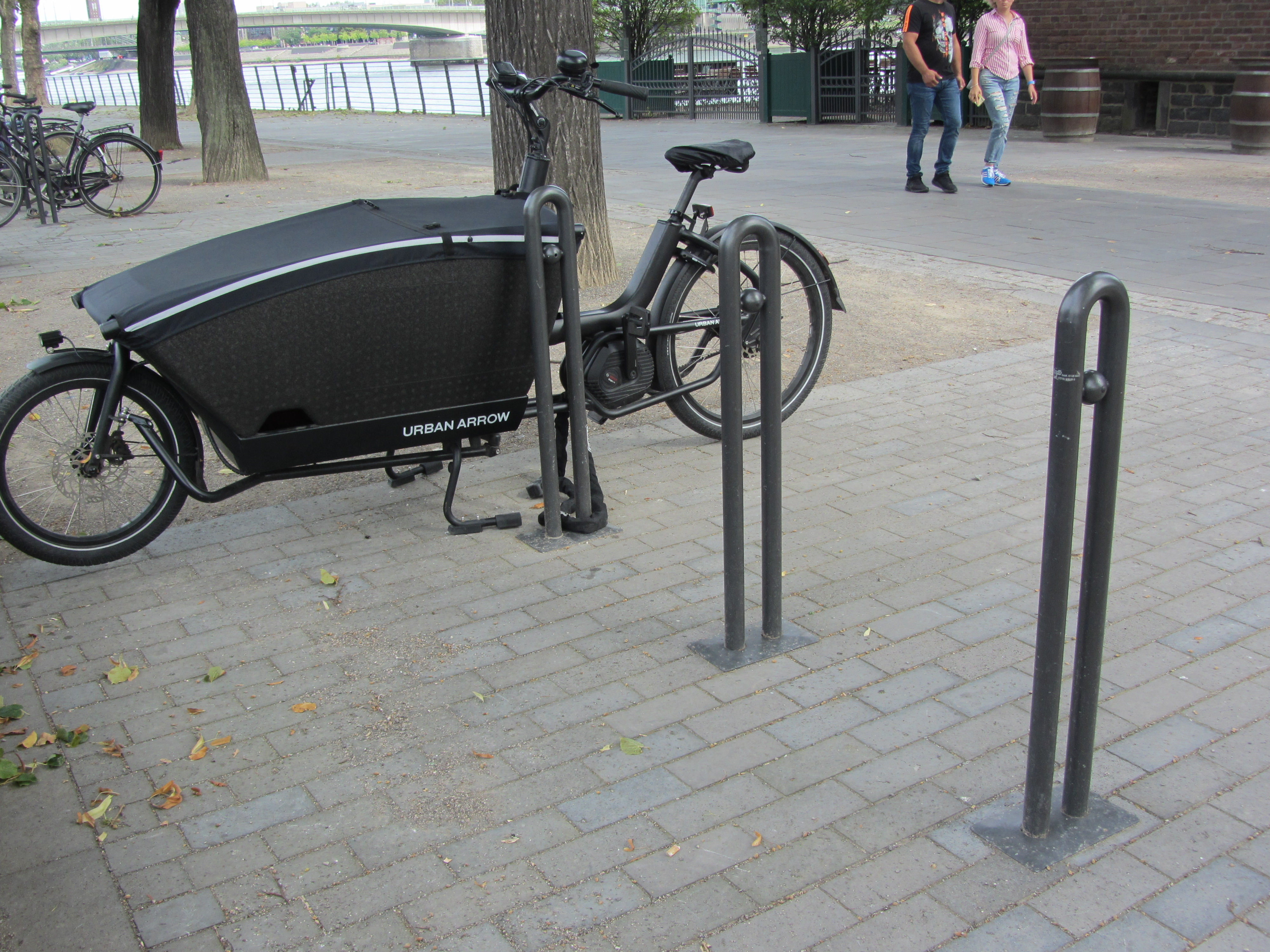
Kölner Haarnadel
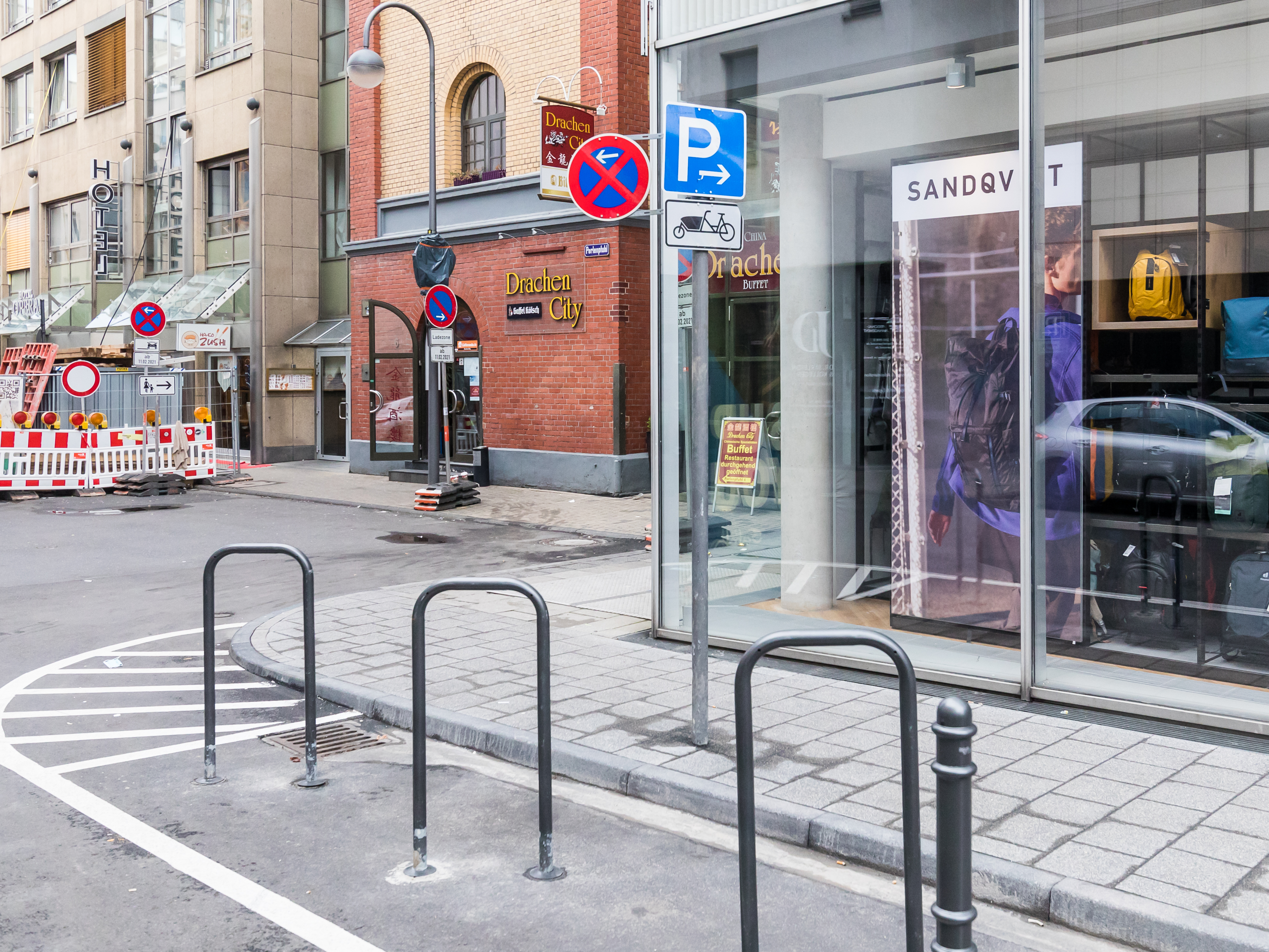
Schlanke ⋂-Bügel in Köln
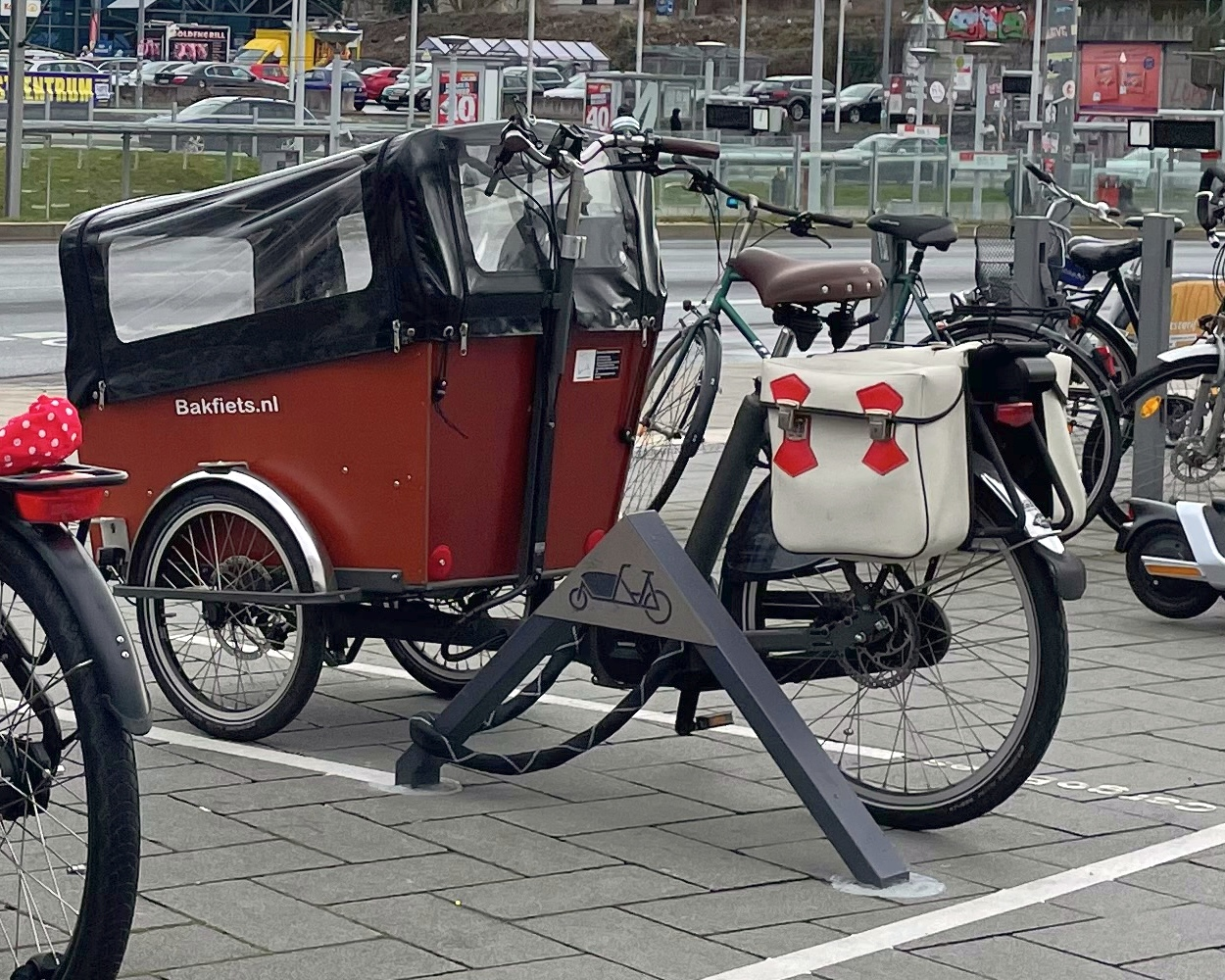
Düsseldorfer Dreiecksbügel
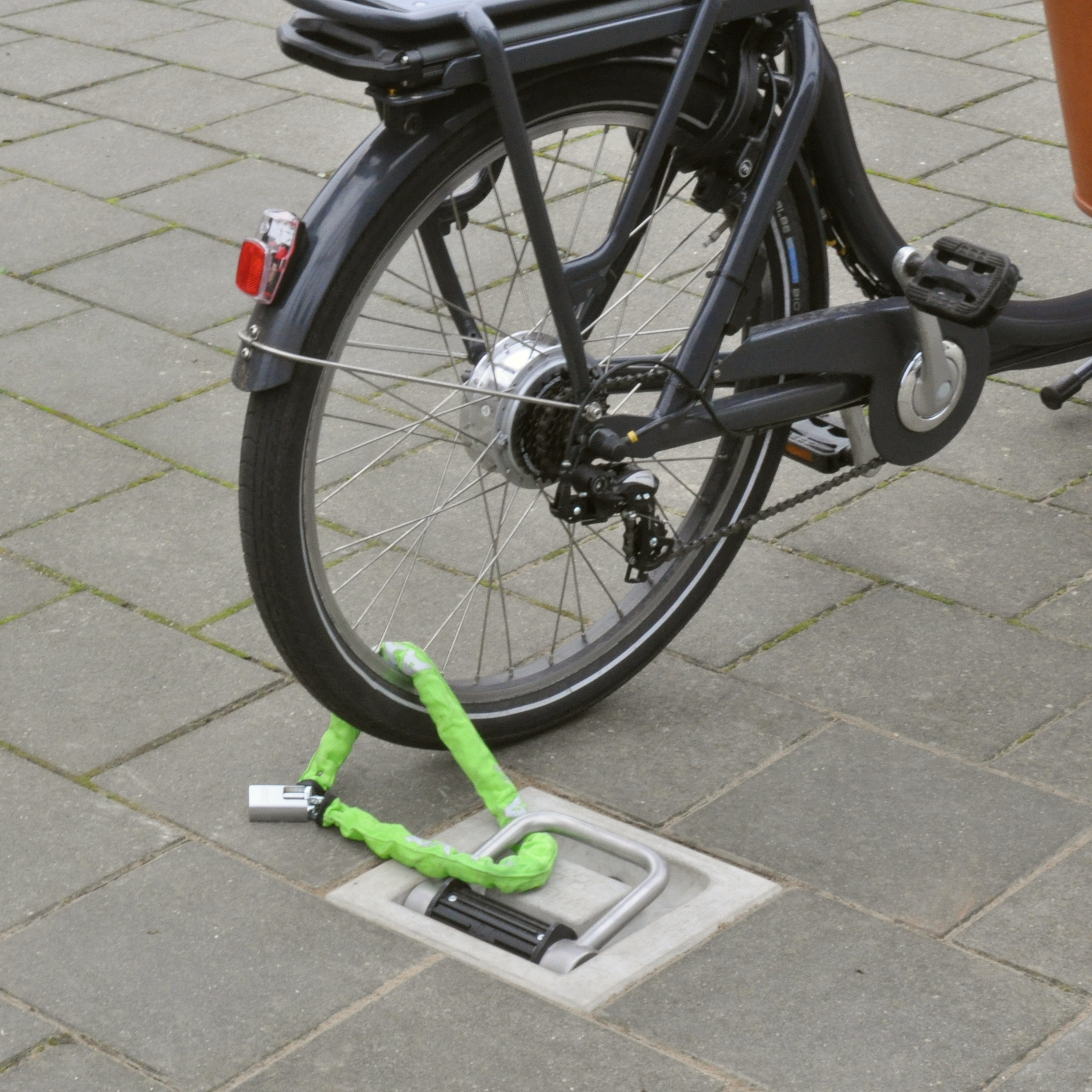
Bodenanker

#### Abstellanlagen

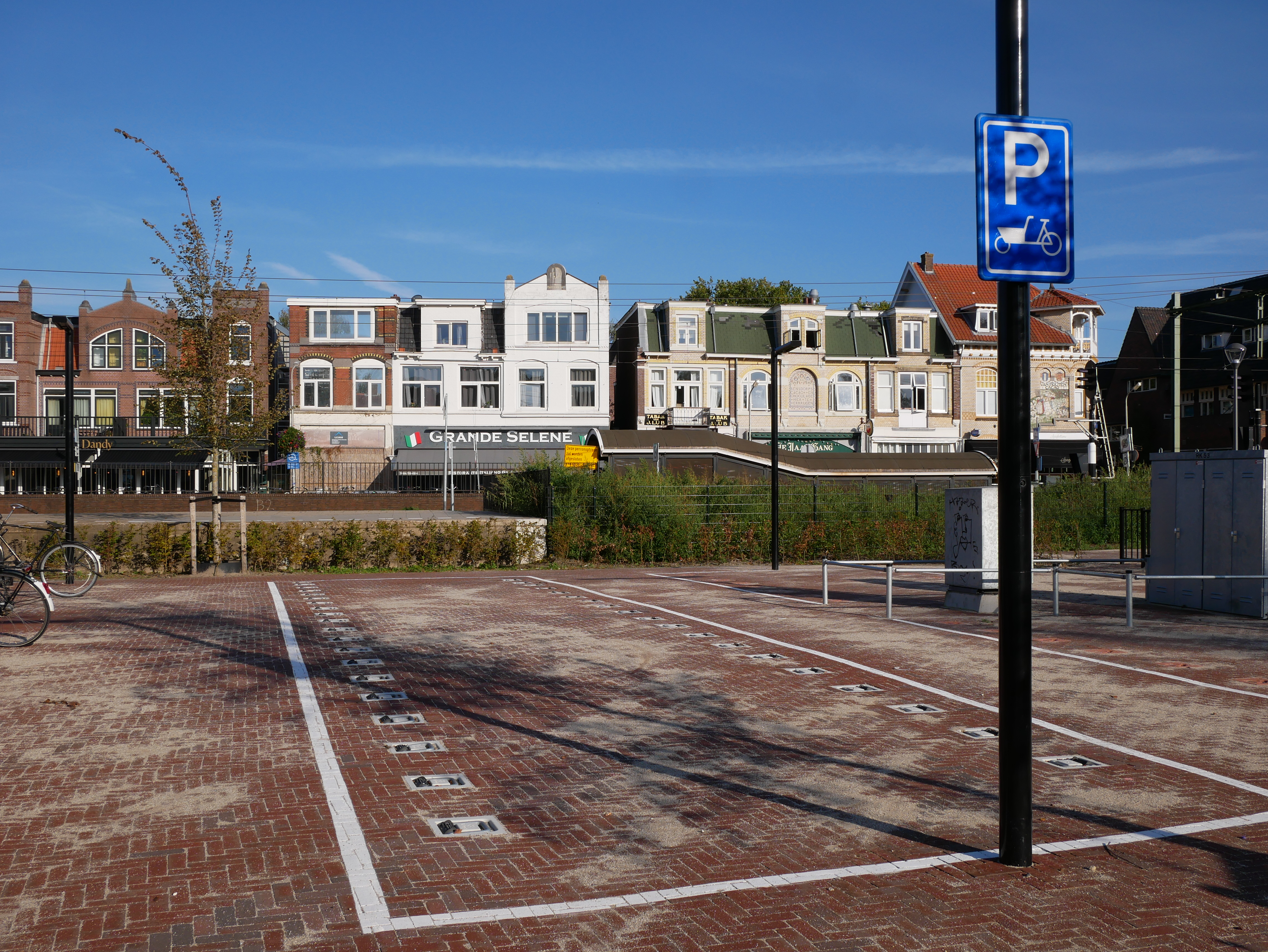
Offene Abstellfläche
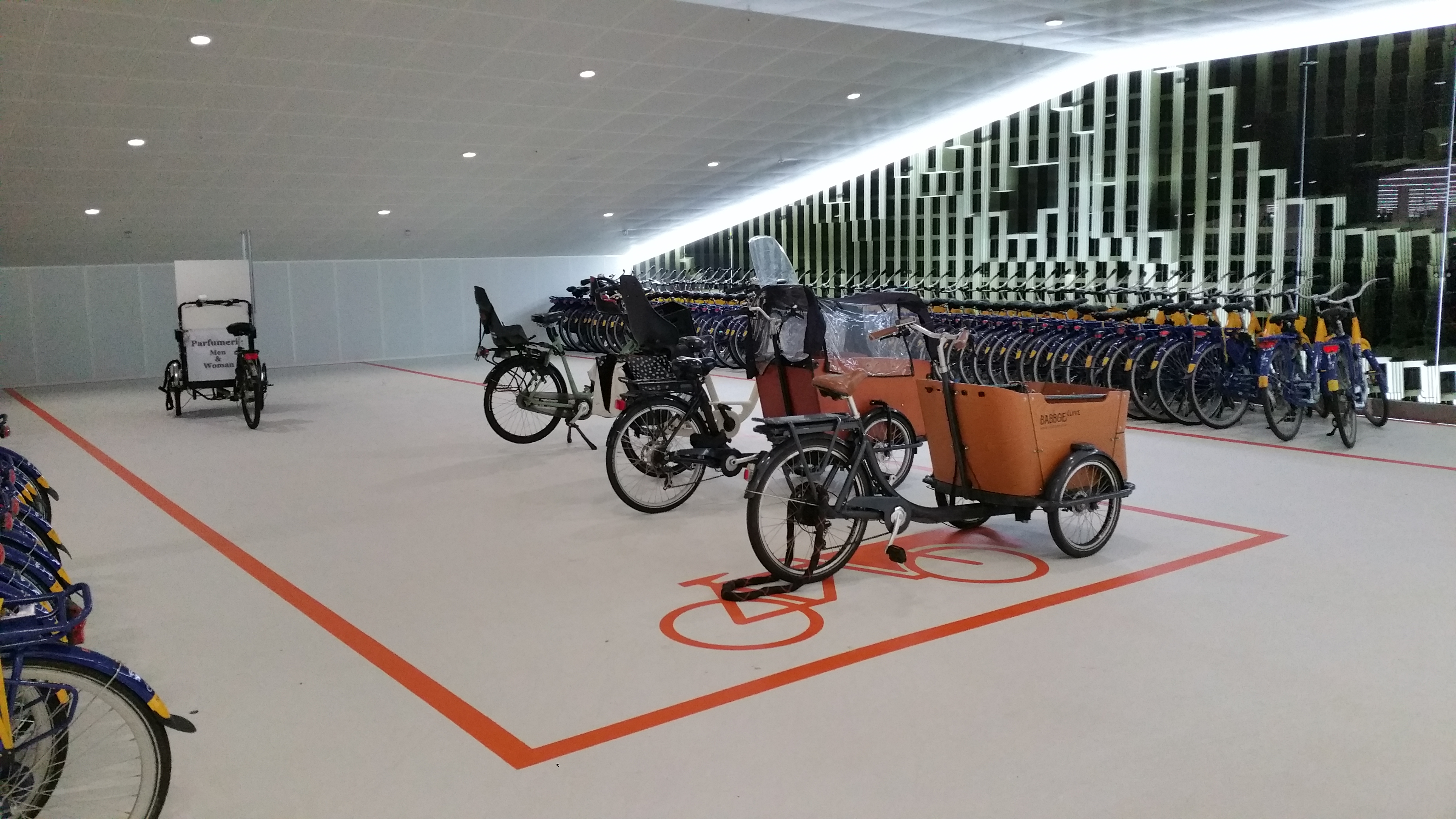
In einem Fahrradparkhaus
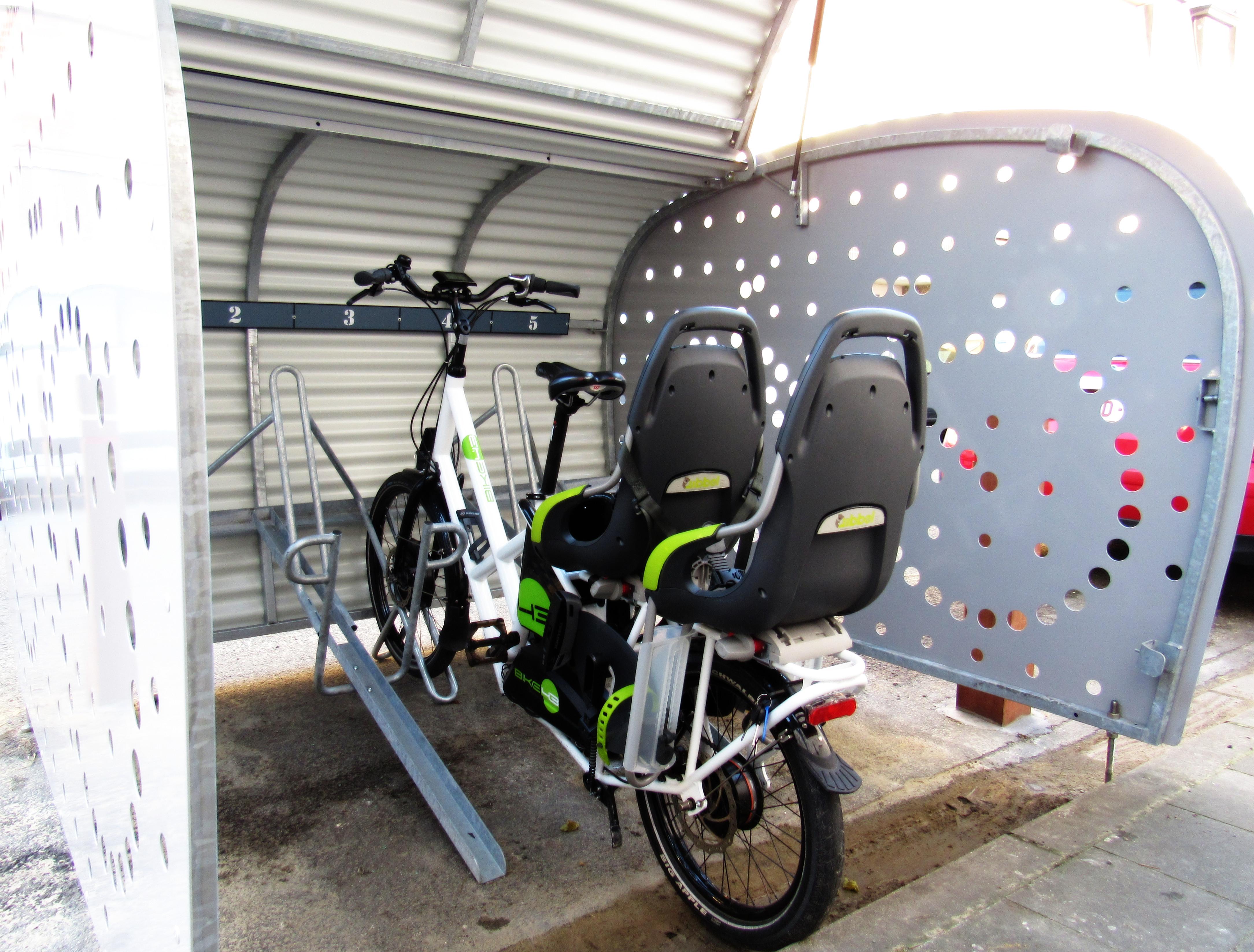
Fahrradkleingarage

Die bislang entstehenden Lastenfahrrad-Abstellanlagen sind heute in der Regel kleine homogene Anlagen nur für Lasten- und Spezialräder. Die Nutzer von Lastenfahrrädern haben aber noch mehr als die Nutzer herkömmlicher Räder ein sehr hohes Interesse an kurzen Wegen zwischen Abstellort und eigentlichem Zielort der Fahrt, also an einem dichten dezentralen nachfragegerechten Angebot lastenradgeeigneter Abstellanlagen. Daher bietet sich als zielführendere Lösung eine lastenradgerechte Umgestaltung (und Umwidmung) kleiner Teilbereiche möglichst vieler bestehender herkömmlicher Abstellanlagen an.
Die Hinweise zum Fahrradparken der Forschungsgesellschaft für Straßen- und Verkehrswesen (FGSV) enthalten in ihrer bisherigen Ausgabe 2012 keine Regeln und Gestaltungsvorschläge zu Abstellmöglichkeiten für Lastenräder, was sich aber mit der für 2025 angekündigten Aktualisierung ändern wird. Übergangsweise bieten sich als Informationsquelle die Ergebnisse aus dem Forschungsprojekt ALADIN – Abstellanlagen für Lastenfahrräder in Nachbarschaften der Fachhochschule Erfurt an. Die dabei entstandene Planungshilfe enthält neben Hinweisen zu lastenradgeeigneten Abstellelementen u. a. im Kapitel „Flächen & Platzbedarfe“ auch wesentliche Informationen für die Gestaltung auf Anlagenebene.
Eine diebstahl- und vandalismussichere Langzeitabstellung (insbesondere über Nacht) von Lastenfahrrädern im öffentlichen Raum oder in halböffentlichen Außenbereichen von Wohnanlagen kann nur durch geschlossene Abstellanlagen gewährleistet werden. Dafür kommen die folgenden Bauformen infrage, die neben den für Standardfahrräder üblichen Abmessungen auch in lastenradgeeigneten Größen und teilweise sogar in kundenspezifischen Ausführungen angeboten werden:
- Fahrradboxen
werden den Abstellelementen (Produktebene) zugeordnet, so dass außer den auf Standardfahrräder abgestimmten Mindestabmessungen alle übrigen Forderungen der DIN 79008 darauf angewandt werden können. Die Auflistung der vom ADFC nach DIN geprüften Modelle[39] enthält Stand 12/2023 elf Fahrradboxen, für die sich eine aktuelle Nachfrage nach lastenradgeeigneten Sonderausführungen empfiehlt. Ansonsten ist bei Internetrecherchen zu Fahrradboxen Vorsicht vor verbraucherschutzwidrigen Pseudo-Warentests angeraten.
- Fahrradkleingaragen
- Fahrradsammelgaragen

## Markt

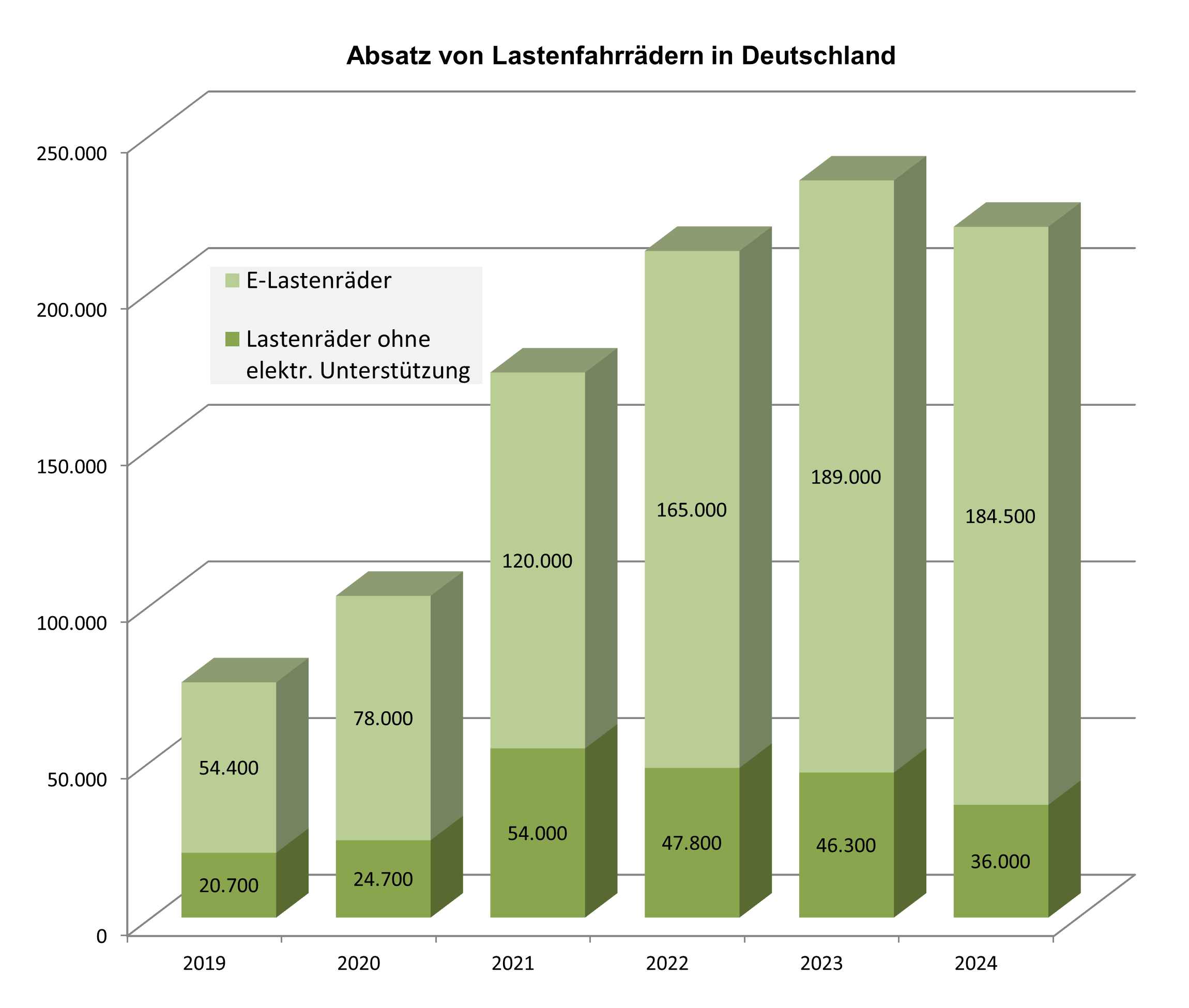
Absatz in Deutschland

Nach den Verkaufszahlen des Zweirad-Industrie-Verbands ZUV werden im privaten Bereich seit 2018 jedes Jahr mehr Lastenräder in Deutschland verkauft. Sie gehören damit zu den wachstumsstärksten Modellgruppen im Fahrradmarkt. Während im Jahre 2018 noch etwa 60.000 Lastenräder verkauft wurden, stieg der Verkauf auf etwa 103.200 im Jahr 2020, von denen 78.000 mit einem Elektroantrieb ausgestattet waren. Im Jahr 2022 kam es zu einer Verdoppelung auf über 210.000 Lastenräder, von denen über 75 % elektrisch angetrieben sind. Im Vergleich dazu wurden 2022 293.000 Fahrradanhänger verkauft; damit sind diese noch beliebter als Lastenfahrräder.
Für den gewerblichen Einsatz wurden 2022 27.300 Lastenfahrräder und Anhänger verkauft, was einer Verdopplung zum Vorjahr entspricht. Der Umsatz lag hierbei bei 175 Mio. €.
In Österreich ist das Cargobike-Segment noch relativ klein. Im Jahr 2023 wurden etwa 5.530 Transportfahrräder verkauft, von denen ca. 5.060 mit elektrischem Antrieb ausgerüstet waren. In der Schweiz wurden 2023 nach einer Statistik des Verbandes Velosuisse insgesamt rund 4200 E-Cargovelos verkauft.
Für den niederländischen Markt liegen keine belastbaren Verkaufszahlen vor: In einer Veröffentlichung „Kennzahlen Auto & Mobilität und Zweiräder 2023“ des Verbandes Stichting BOVAG-RAI Automobiliteit wurden für das Jahr 2022 8.901 verkaufte E-Lastenfahrräder angegeben. Nach einer Recherche von Jos Sluijsmans, dem Direktor des International Cargo Bike Festivals, dürften die tatsächlichen Verkaufszahlen 2022 eher bei etwa 40.000 verkauften Lastenrädern liegen. Der Grund für diese Diskrepanz dürfte insbesondere in der Benennung und Kategorisierung der verschiedenen Lastenrad-Bauformen liegen, für die sich im Niederländischen bisher kein neutraler Oberbegriff herausgebildet hat, der neben Bakfiets (Transportbox vorne oder hinter) auch andere Bauformen wie Longtails umfasst.
Die Paketzustellung auf der „letzten Meile“ per Lastenrad durch Paketdienste ist ebenfalls ein internationaler Wachstumsmarkt.

## Förderung
In Deutschland förderte das Bundesamt für Wirtschaft und Ausfuhrkontrolle (BAFA) die Anschaffung von elektrisch unterstützten „Schwerlastenfahrrädern“, indem es vom Kaufpreis teilweise bis zu 2.500 € erstattete. Seit 2021 wird das Programm mit Pausen zur Förderung gewerblich genutzter Elektrolastenfahrräder fortgeführt. Die Förderung wird als nicht rückzahlbarer Zuschuss gewährt. Förderfähig sind 25 Prozent der Ausgaben für die Anschaffung, maximal jedoch 3.500 Euro pro E-Lastenfahrrad bzw. E-Lastenanhänger.
Zahlreiche deutsche Bundesländer und Kommunen fördern die Anschaffung von Lastenrädern mit Kaufprämien. Dabei gibt es sowohl Unterschiede bei den Fördersummen, der Art der geförderten Fahrzeuge als auch bei der Gruppe der Antragsberechtigten.
In Österreich wird eine Förderung durch das Bundesministerium für Klimaschutz angeboten mit bis zu 50 % bzw. 900 € der förderfähigen Kosten. Darüber hinaus existieren kommunale Förderungen.

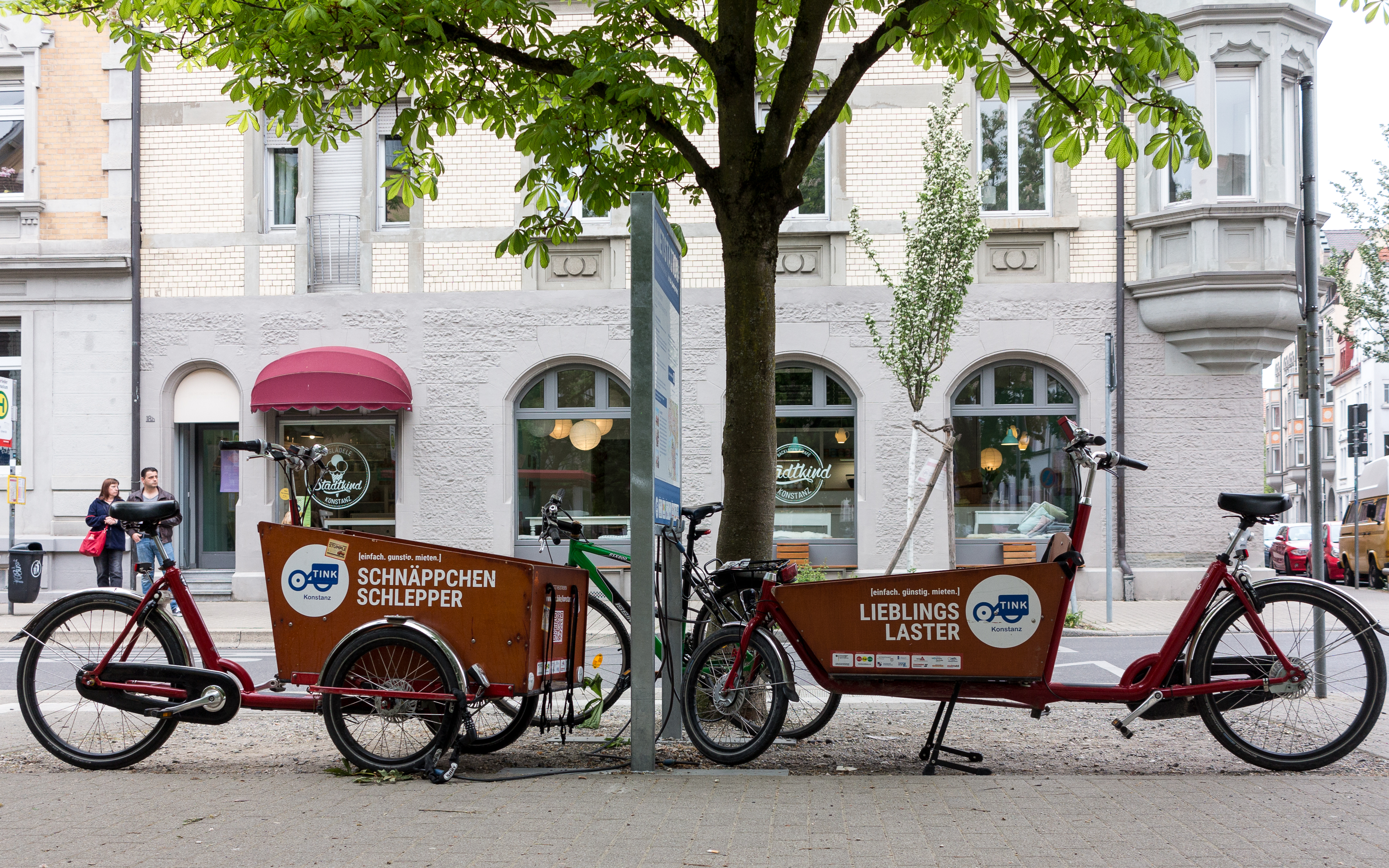
TINK-Station in Konstanz

In der Schweiz bieten einige Kantone und Kommunen Zuschüsse (schweizerisch: Zustupf) oder andere Fördervarianten für den Cargovelo-Erwerb an, z. B.: Im Kanton Genf sind die Zuschüsse im Jahr 2024 auf Selbstständige und kleine und mittlere Unternehmen (KMU) beschränkt. Nach dem großen Interesse an den Ausschreibungen 2022 und 2023 unterstützt die Albert Koechlin Stiftung (AKS) im Rahmen des „clever unterwegs“-Projekts auch 2024 Betriebe der Innerschweiz bei der Anschaffung von Cargovelos. Die Stadt Wil übernimmt eine Vorbildrolle mit ihren E-Cargobikes als Dienstfahrzeuge und fördert seit Januar 2019 Unternehmen und Private beim Kauf von E-Cargobikes und Velo-Großanhängern mit integrierten Bremsen mit maximal 2000 CHF der Investitionskosten aus dem Energiefonds der Stadt. Der Halbkanton Basel-Stadt hat im August 2023 eine Neuauflage der Aktion „Wirtschaft unter Strom“ angekündigt, bei der in den kommenden vier Jahren 1,5 Millionen Franken zur Unterstützung Gewerbetreibender beim Kauf eines Lastenvelos bereitstehen. Eine zentrale Übersicht schweizerischer Förderangebote wurde Stand 10/2024 im Internet nicht gefunden.
Förderungen müssen nicht ausschließlich monetärer Natur sein: In der Transportrad-Initiative Nachhaltiger Kommunen TINK haben sich deutschlandweit 25 Kommunen und kommunale Mobilitätsdienstleister (Verkehrsverbünde, Stadtwerke) zusammengeschlossen, um Erfahrungen auszutauschen und Neues auszuprobieren insbesondere mit dem Ziel der Realisierung vollautomatischer kommunaler Transportrad-Mietsysteme, die für alle Bevölkerungsschichten zugänglich sind. In einem TINK-Teilprojekt haben 4 Kommunen die Möglichkeit, für jeweils 4–6 Monate ein öffentliches Transportrad-Mietsystem (Wander-TMS) zu testen.

## Lastenrad-Sharing

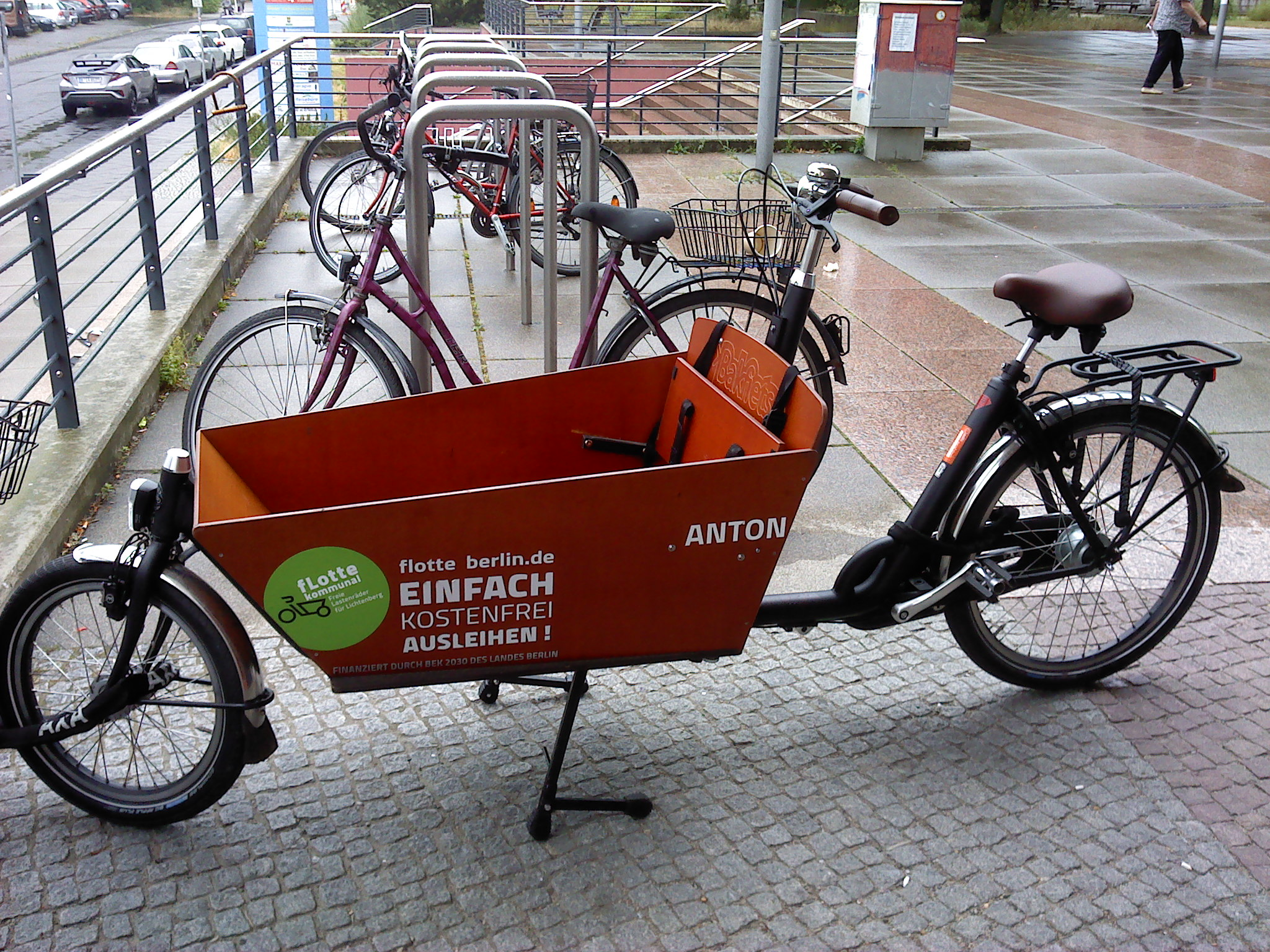
Freies Lastenrad in Berlin
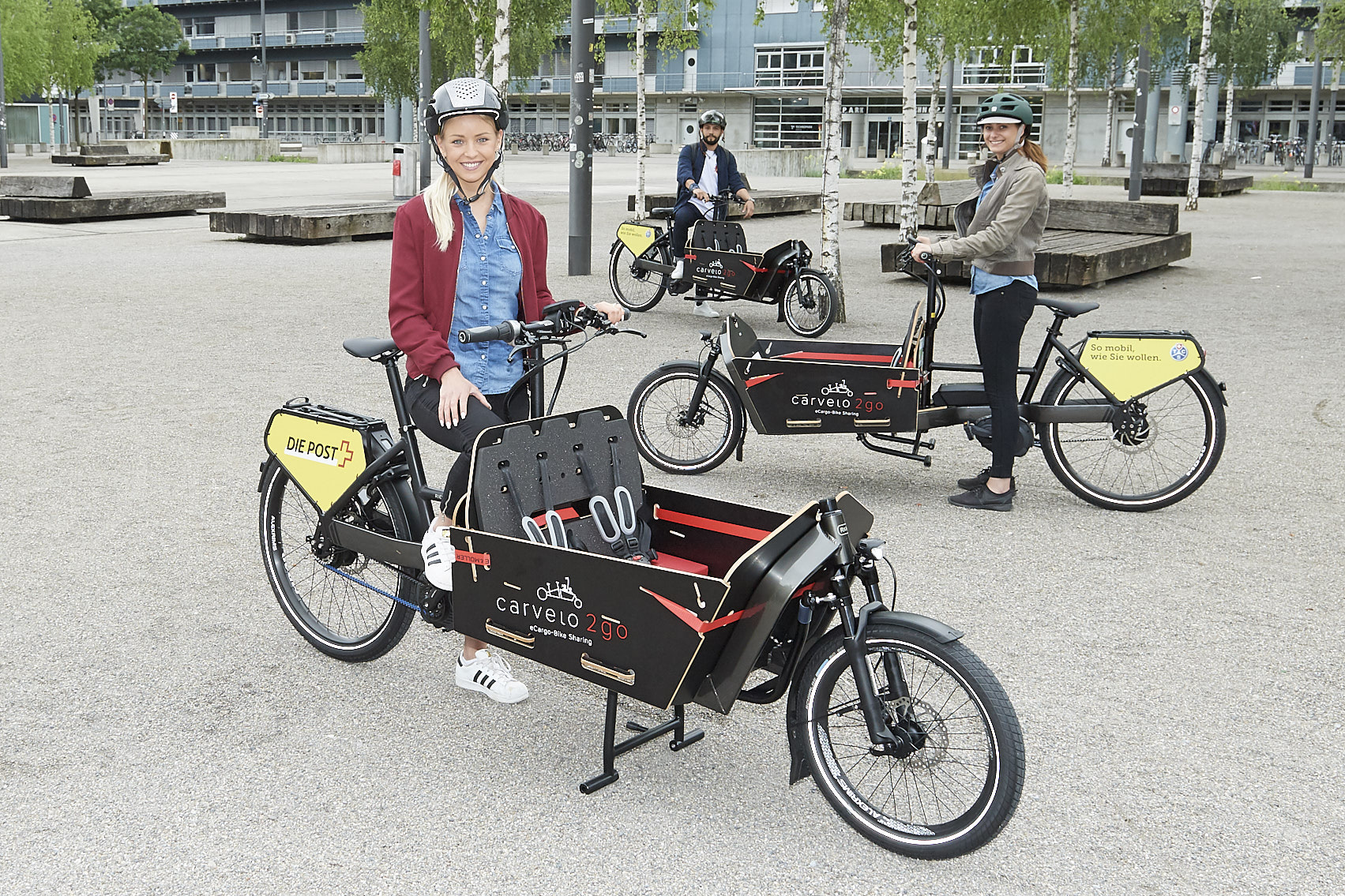
Carvelo2go Schweiz
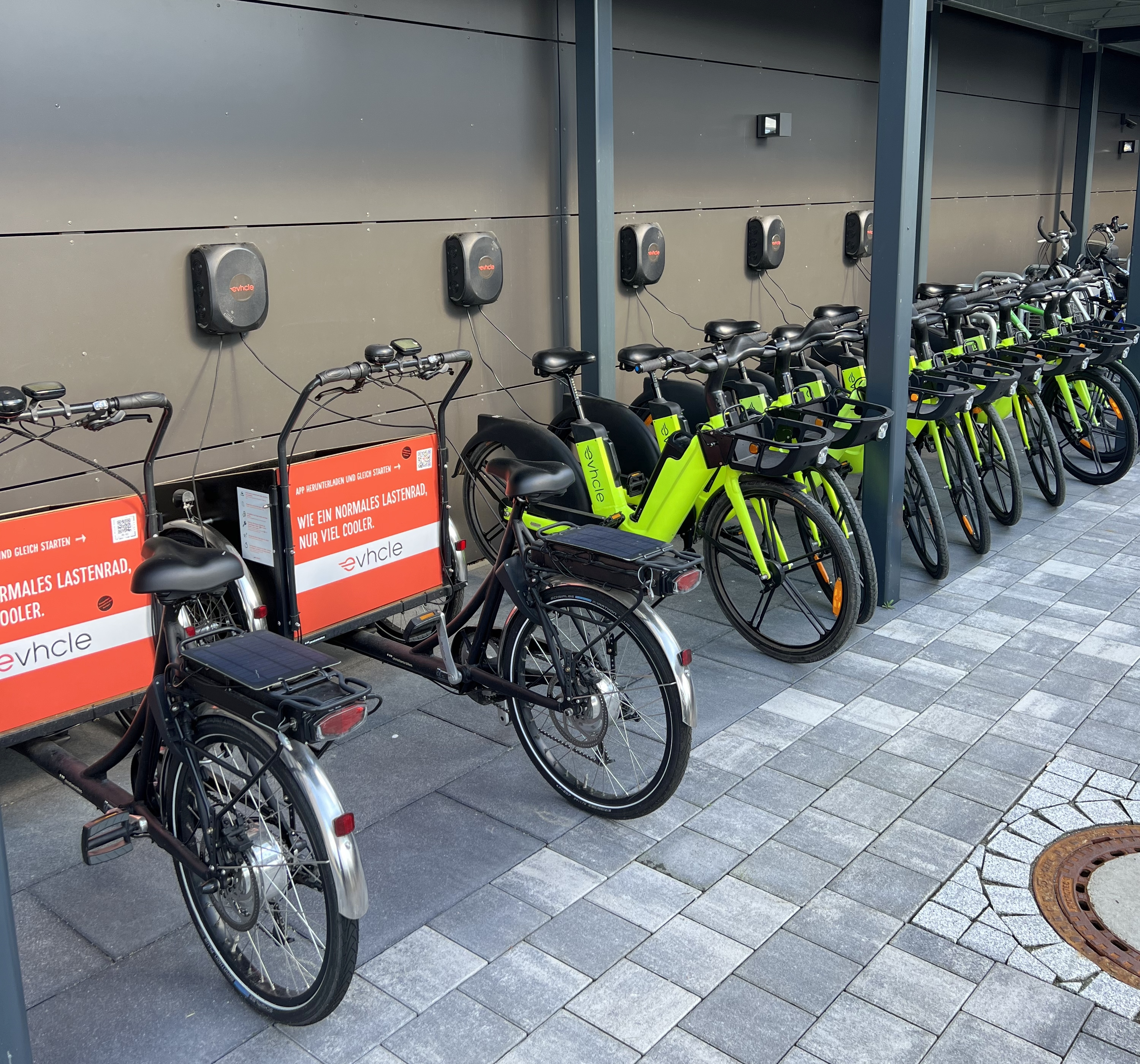
Nichtöffentliche Quartiersmobilstation

Als Alternative zum Erwerb eines Lastenfahrrades bieten sich auch verschiedene öffentliche und nichtöffentliche Sharing-Angebote an:
- Freie Lastenräder
Größter Anbieter von Lastenrad-Sharing in Deutschland sind die Graswurzel-Initiativen des Verbands Freie Lastenräder e. V., in dem (Stand 10/2024) 181 Lastenrad-Sharing-Initiativen mit insgesamt 650 Rädern zusammengeschlossen sind.[49] Sie verleihen Cargobikes meist tageweise gegen Spende.
- Kommerzielle Anbieter
In Deutschland werden E-Lastenfahrräder u. a. von den kommerziellen Anbietern sigo, nextbike (in mehreren Städten) und Call-a-Bike (in Hamburg und Stuttgart) angeboten. In der Schweiz hat sich die vom Touring Club Schweiz und seiner Mobilitätsakademie betriebene Plattform carvelo2go als Anbieter von Lastenvelo-Sharing etabliert (Stand 10/2024: in über 100 Kommunen mit mehr als 400 „Carvelos“ und seit 2021 auch einigen elektrischen Kleintransportern „smargo“).
- Nichtöffentliche Quartiers-Mobilitätsstationen
Immer häufiger werden bei Quartierssanierungen und Neubauprojekten auch so genannte nichtöffentliche Quartiers-Mobilitätsstationen errichtet, die als Ziel eine verminderte Nutzung des privaten Pkw haben. Solche Stationen werden in der Regel von Wohnungsbaugenossenschaften, privatwirtschaftlichen Immobilienbetreibern oder Eigentümergemeinschaften auf privaten Flächen errichtet und betrieben und stehen mit ihren Angeboten dann nur einem eingeschränkten Personenkreis zur Verfügung, z. B. den Bewohnern einer Wohnanlage. Die Mobilitätsangebote umfassen neben Car-Sharing und E-Bike-Sharing auch immer häufiger ein E-Lastenrad-Sharing.[50][51]

## Effizienz und Nachhaltigkeit
Lastenfahrräder werden per Muskelkraft, teilweise elektrisch unterstützt, angetrieben. Sie können dann mit Strom aus Erneuerbaren Energien geladen werden.
Eine Studie aus 2021 stellte fest, dass Lastenfahrräder im Vergleich zu Diesel-Lieferwagen 90 % CO2-Emissionen einsparen, während sie gleichzeitig in Stadtzentren rund 60 % schneller zustellen.
Durch den geringeren Platzbedarf und den abgasfreien Betrieb können Lastenfahrräder einen Beitrag zu Entlastung der Stadtzentren leisten. Zudem nehmen sie bei häufigen Zustellstopps wie bei Briefzustellungen erheblich weniger Platz ein und verursachen weniger Verkehrsbehinderungen als ein Auto. Einer Studie zufolge können etwa 50 % des innerstädtischen Transportvolumens vom Auto auf das Fahrrad oder Lastenfahrrad verlegt werden. Kommerzielle Zustellung mache dabei rund 1/3 aus, private 2/3.
Das Institut für Verkehrsforschung des Deutschen Zentrums für Luft- und Raumfahrt (DLR) betrachtete in einem dreijährigen Forschungsprojekt die Nutzerakzeptanz und Umwelteffekte sowie das Einsatzverhalten im gewerblichen und staatlichen Bereich und stellte dafür deutschlandweit 150 Transporträder bereit: Demnach erreichten Lastenfahrräder und Lieferwagen bei Fahrstrecken von bis zu drei Kilometern gleichzeitig ihr Ziel; bei größeren Strecken sei das Rad in fünfzig Prozent der Fälle zwei bis zehn Minuten später am Zielort. Im Versuch nicht betrachtet wurden in Kauf genommene Verstöße gegen die Straßenverkehrsordnung sowie Zeiten für die Parkplatzsuche und Laufwege, was die Differenz zwischen den Verkehrsmitteln real deutlich verringern könnte und nach Ansicht der Forschenden ein „relevantes Ergebnis für die Verkehrspolitik“ sei.
Eine Studie der Technischen Universität München und der Katholischen Universität Eichstätt-Ingolstadt vom März 2021 zeigt anhand von Simulationen für München und Regensburg, dass Paketdienste mittels teilweisem Einsatz von Lastenrädern 14 bis 17 % ihrer Kohlendioxidemissionen verringern könnten, nicht jedoch die Kosten oder das Verkehrsaufkommen. Man entwickelte ein Planungstool, mit dem Unternehmen und Kommunen das Potenzial der Lastenräder für einzelne Stadtgebiete ermitteln können.
Nach einer Studie von deutschen Nachhaltigkeitsforschern aus dem Jahr 2023 kann Lastenradsharing zu einer Reduzierung von Autobesitz führen. Lastenräder werden darin in manchen Aspekten wie Flexibilität oder Preis dem Auto gegenüber als überlegen angesehen.

## Soziokulturelles

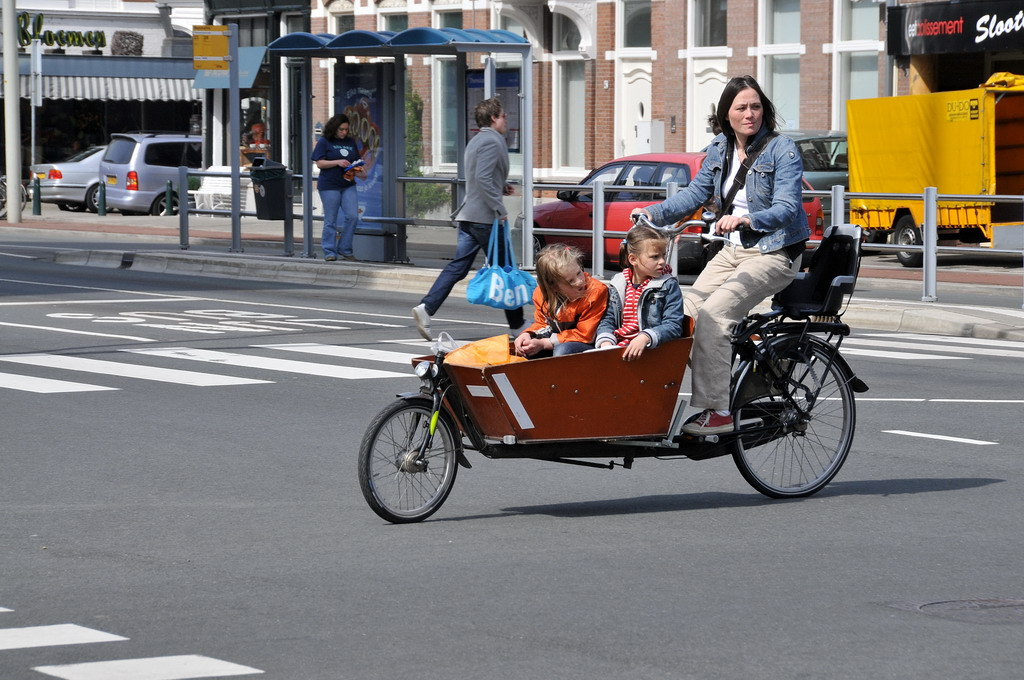
Mutter mit Bakfiets und zwei Kindern in Den Haag

In den Niederlanden wurden Lastenräder (Bakfiets) als Symbole der Gentrifizierung kritisiert. Soziologische Studien ergaben einen hohen Anteil wohlhabender Akademiker mit progressiven linken politischen Ansichten unter Besitzern der Räder. Das US-Magazin The Atlantic berichtete über ein neues kulturelles Stereotyp namens bakfietsmoeder (englisch cargo bike mom, deutsch Lastenrad-Mutter). Ein Kritikpunkt der politischen Linken lautet, Mütter mit Lastenrädern würden die Trennung ethnischer Gruppen befördern, wenn sie ihre Kinder in den Rädern von den ethnisch-diversen Stadtteilen, in denen sie leben, in Schulen in wohlhabenderen Gegenden mit einer überwiegend weißen Bevölkerung transportieren.
Andrea Vetter beschrieb als Open Hardware dokumentierte Lastenräder 2015 als Beispiel für konviviale Technik, die einen „positiven Gabenzyklus“ hin zur Commons-based Peer-Production anstießen. Nina Pauer erwiderte auf Kritik am Klischee der „Lastenradmutter“ 2021 in der Zeit, das Lastenrad sei ein Fahrzeug, das Mütter von bezahlter Arbeit zu unbezahlter Care-Arbeit bringe.

## Veranstaltungen

### Messen, Konferenzen
Das International Cargo Bike Festival findet jährlich seit 2014 in Groningen (NL) in Nijmegen statt.
Im Zuge der Ausstellung Velo Berlin gibt es ein Lastenradrennen.
Die Nationale Radlogistik-Konferenz (NRLK) des RLVD findet jährlich seit 2019 in wechselnden Städten statt. Im Corona-Jahr 2020 fiel die Konferenz aus. Bisherige Veranstaltungsorte waren: Berlin (2019), Frankfurt/Main (2021), Hannover (2022), Darmstadt (2023), Hannover (2024, in Kooperation mit der IAA Transportation), Frankfurt/Main (2025, in Kooperation mit der Eurobike).
Alljährlich findet die Internationale Spezialradmesse SPEZI statt: bis 2019 in Germersheim, von 2023 bis 2025 in Lauchringen und ab 2026 in Freiburg im Breisgau.

### Lastenradrennen
Schon in vergangenen Zeiten wurden Rennen von Auslieferern auf Bäckereifahrrädern absolviert. Bei Fahrradbotenmeisterschaften finden wiederholt auch Lastenradrennen statt, so am Karmeliterplatz in Graz in 2008. In Kopenhagen gab es am 14. August 2019 das in Folge 11. Lastenradrennen; das Svajerløb (Svajer wurden die Lastenradler genannt, weil sie beim Fahren schwankten; løb = Rennen) hat eine etwa 100-jährige Tradition, wurde allerdings einige Jahrzehnte nicht gefahren.
Jährlich findet seit 2015 in Berlin das International Cargo Bike Race auf dem Tempelhofer Feld statt.
In Bremen fand 2019 bereits ein 6. Lastenradrennen statt, in Kiel an der wegen Umbaus gesperrten Kiellinie unter dem Titel Förde, Fracht und Fahrspaß am 22. September 2019.

### Auszeichnungen
Seit 2019 kürt die Fachzeitschrift LOGISTRA zusammen mit einer Fachjury das "International Cargo Bike of the Year" (CABOTY) in den drei Kategorien: Light Cargobikes, Heavy Cargobikes und Bike-Trailer.

## Galerie

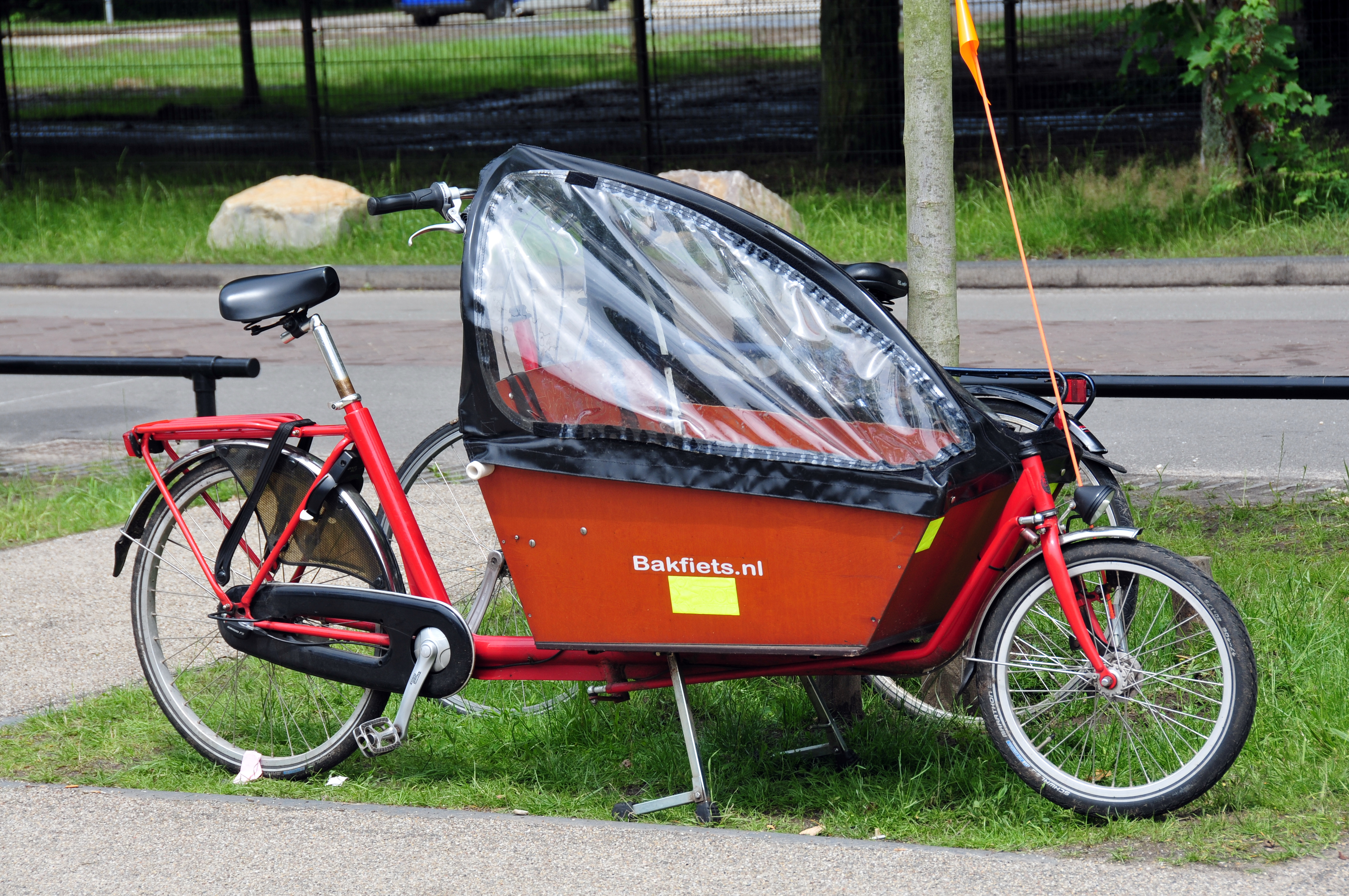
①
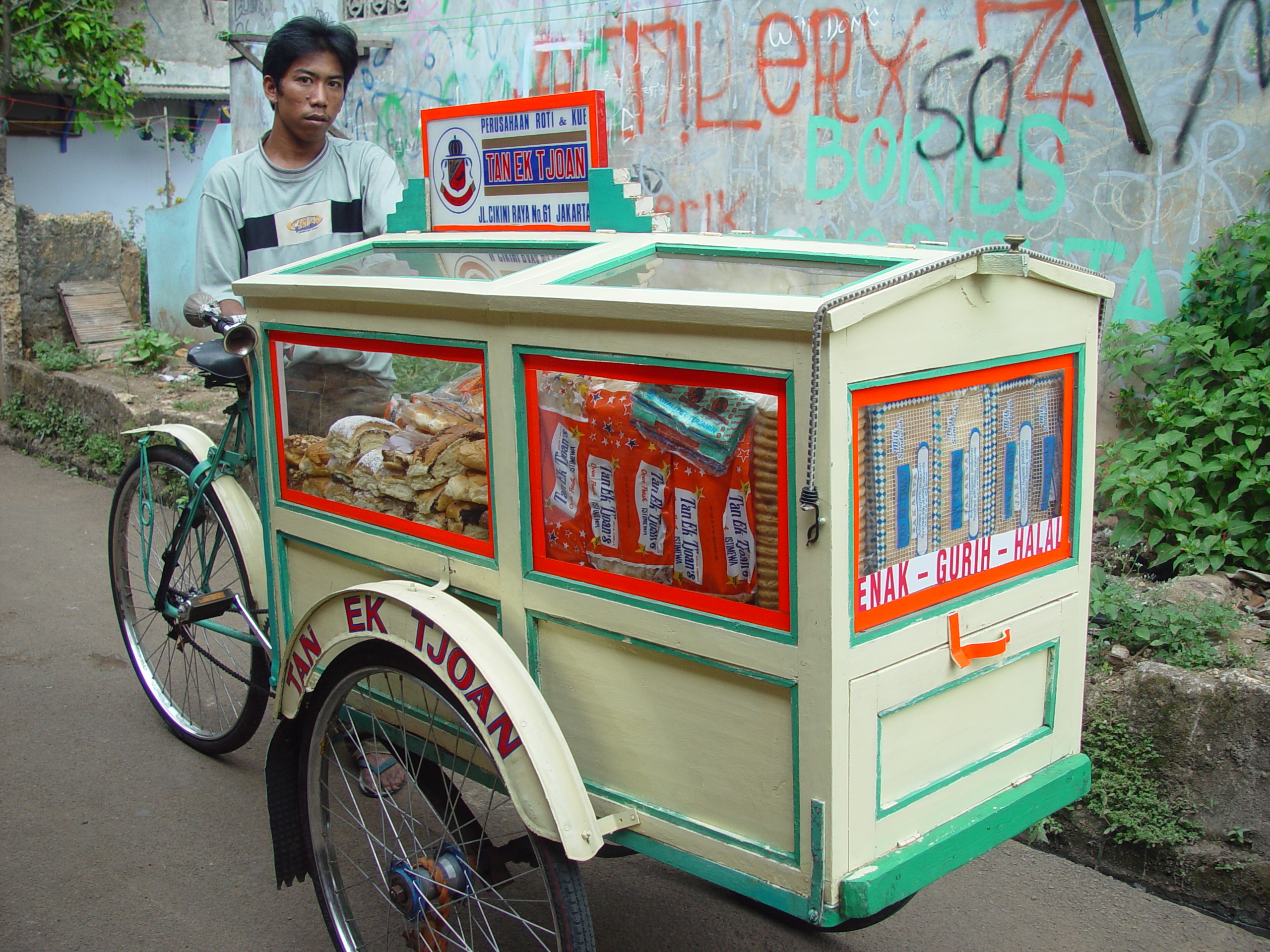
②
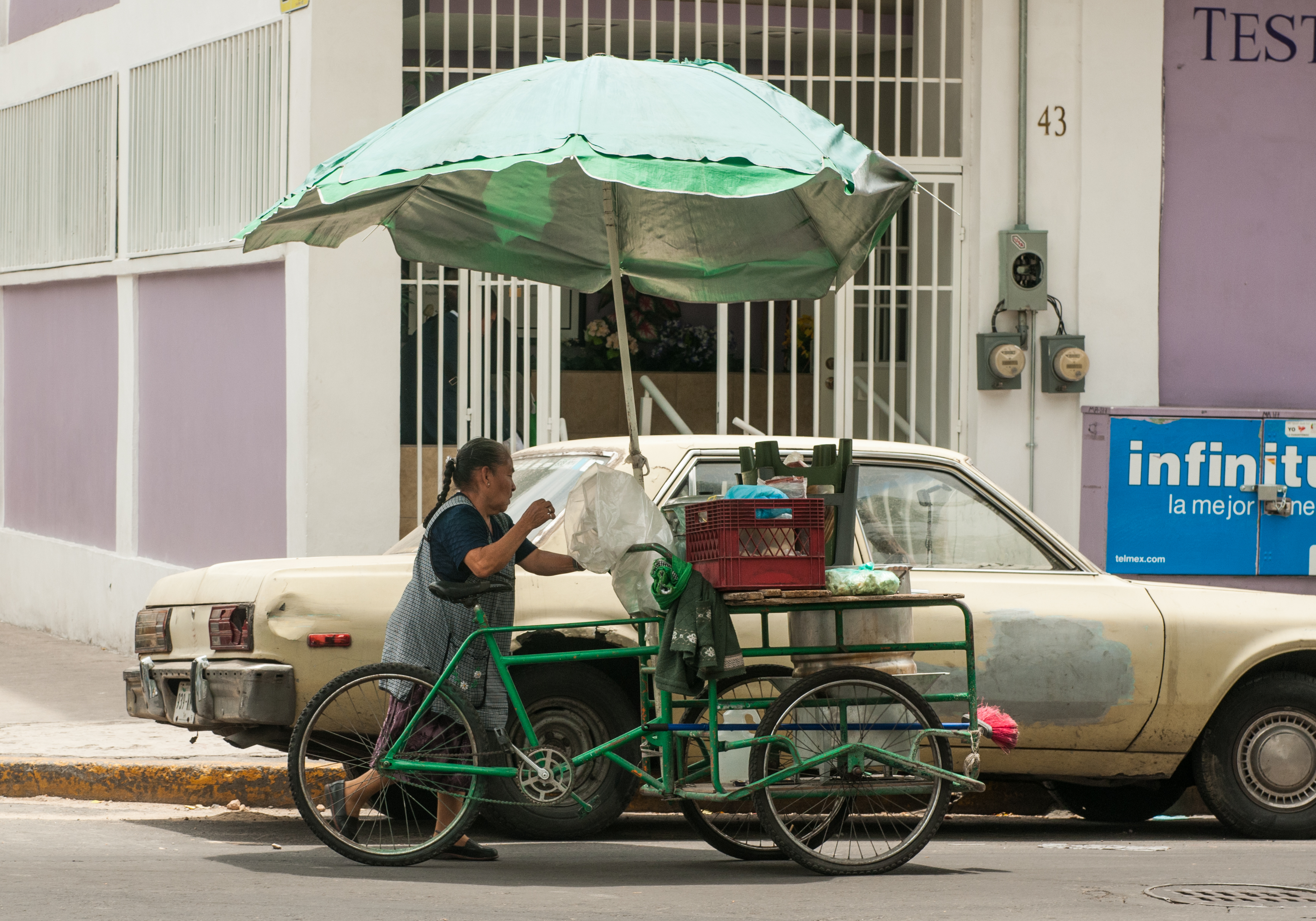
③
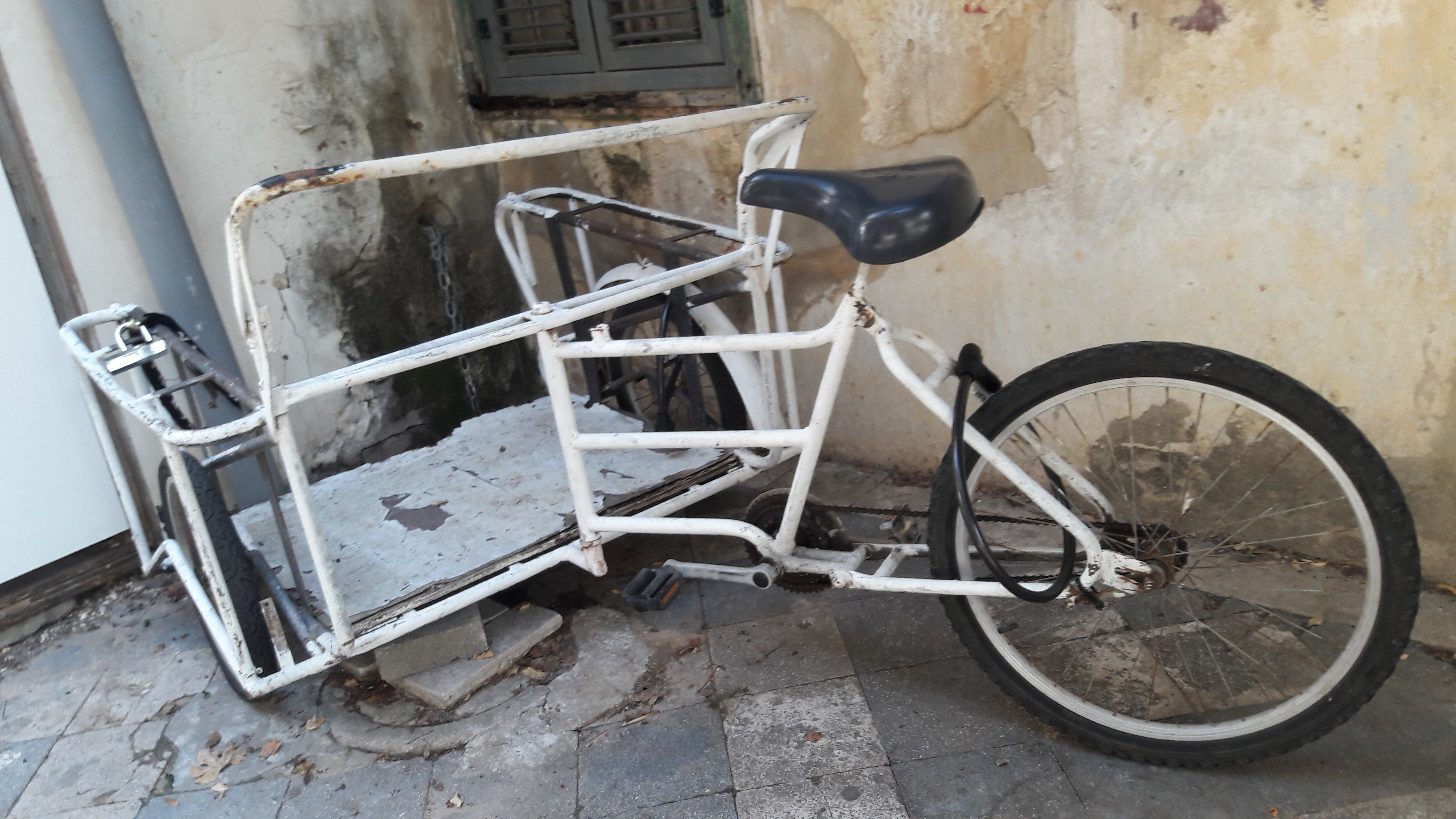
④
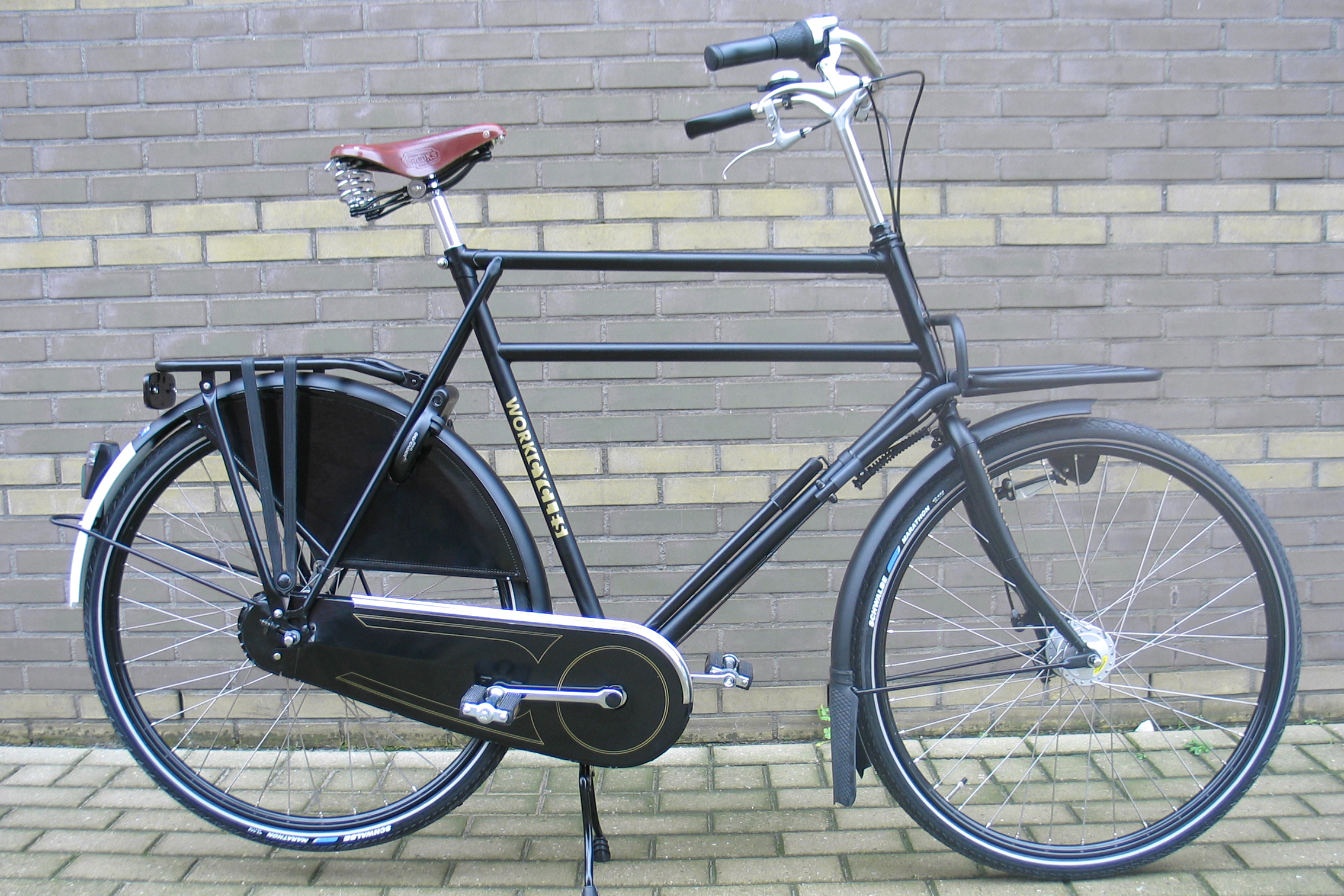
⑤
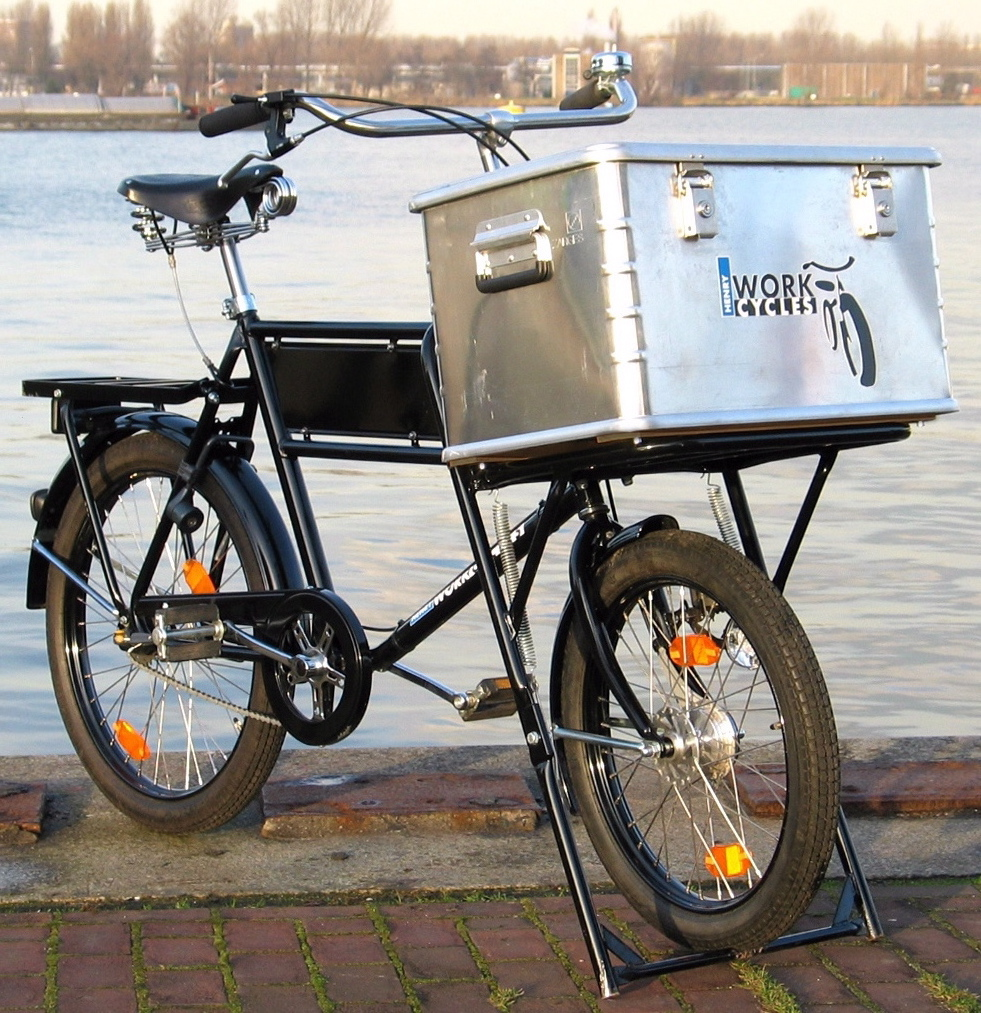
⑥
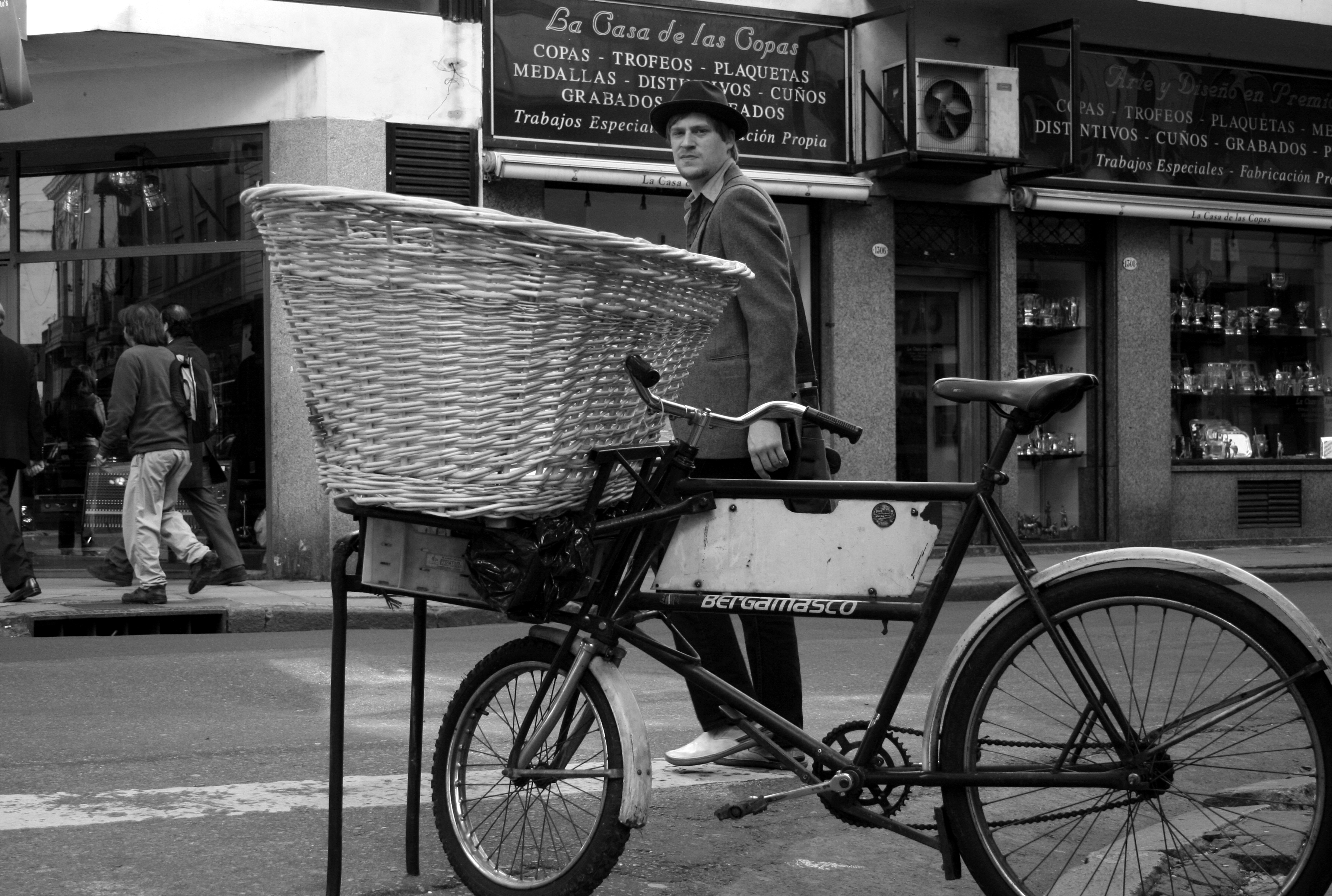
⑦
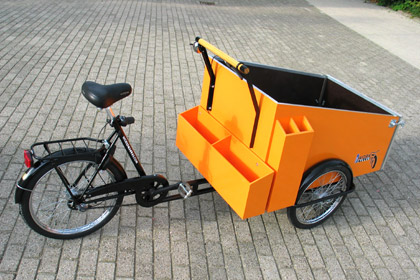
⑧
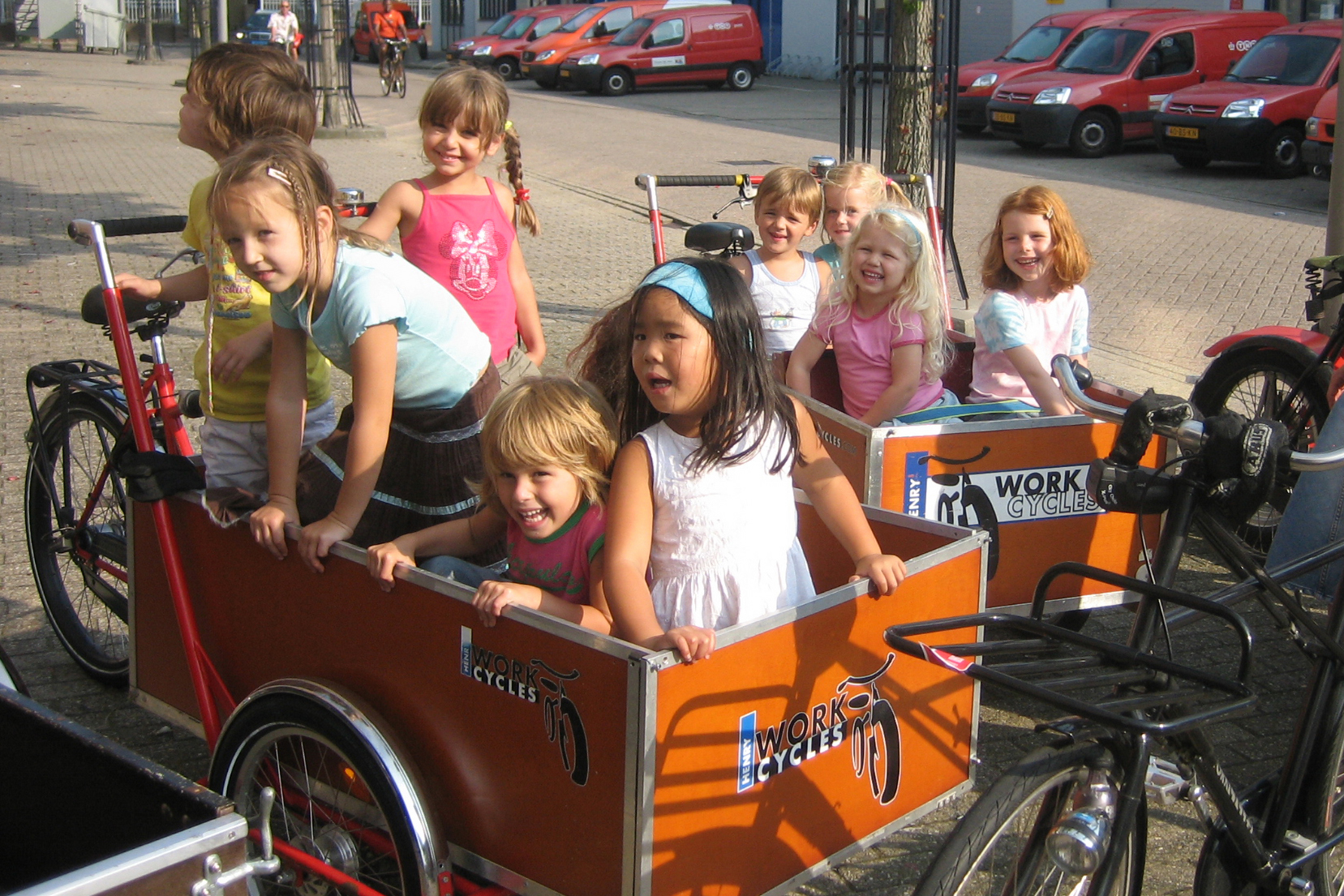
⑨
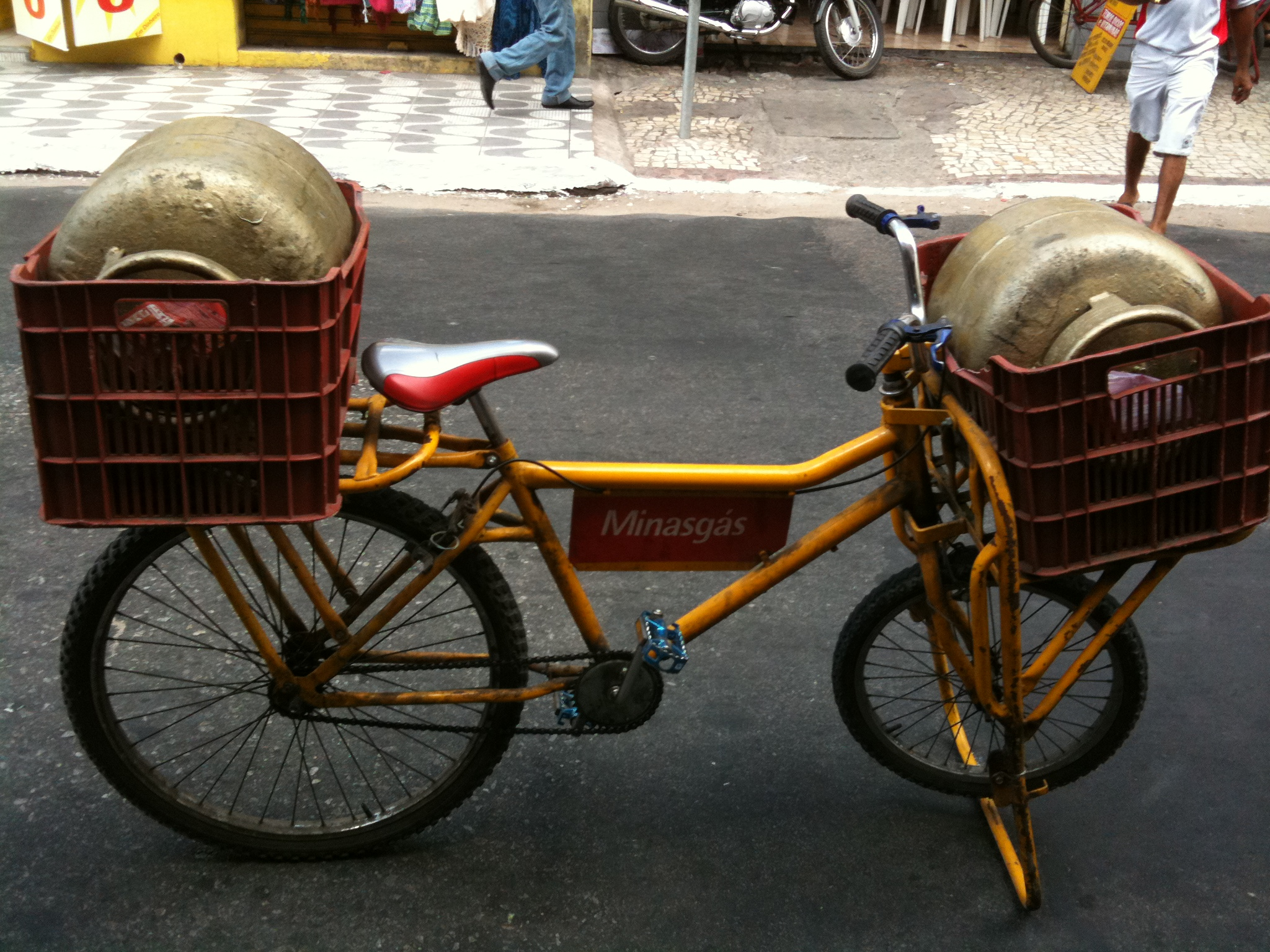
⑩
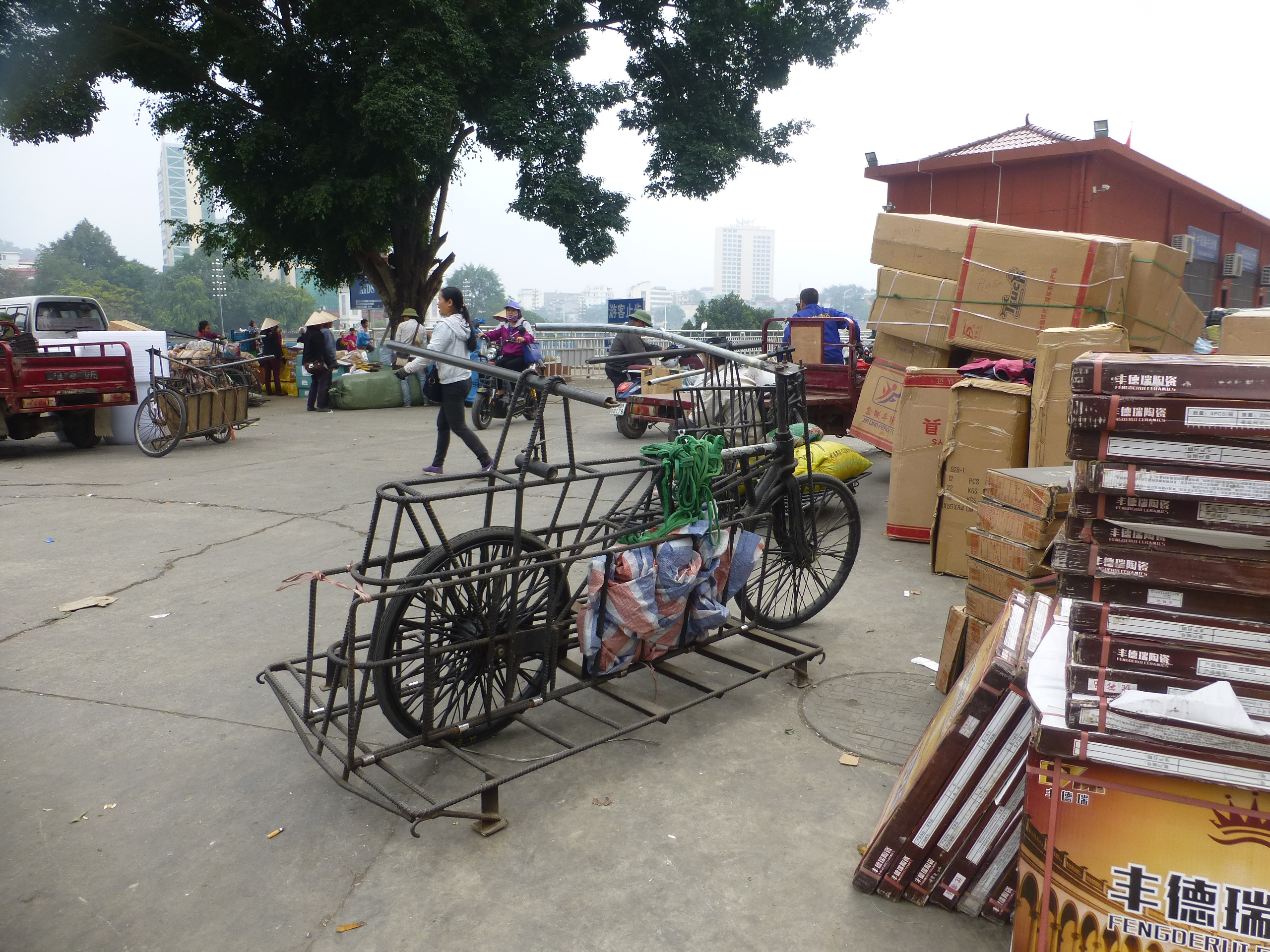
⑪
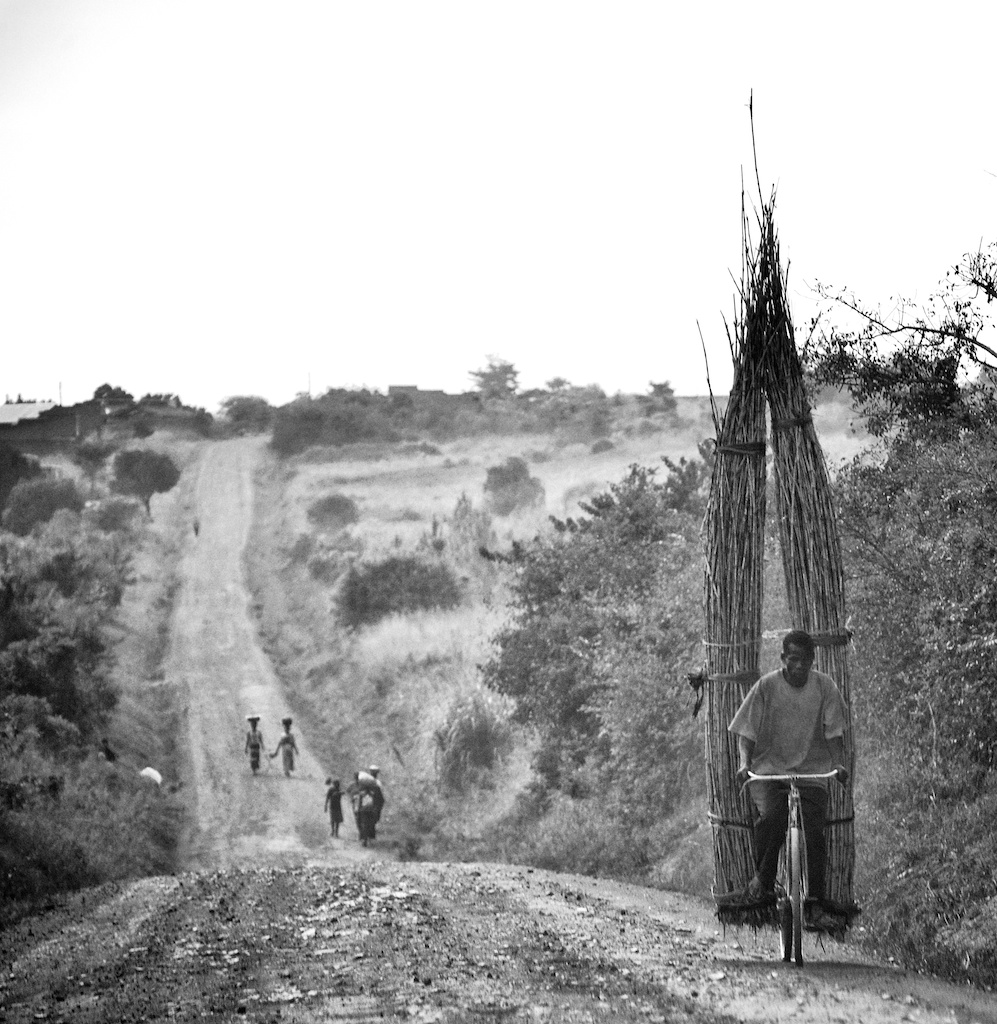
⑫
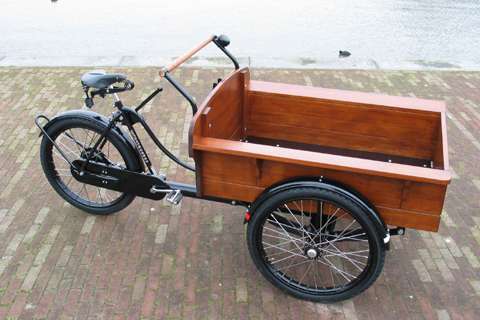
⑬

| ① | Zweirad mit Kindertransportbox aus wasserfestem Sperrholz, transparentes Regenverdeck, tiefer Durchstieg, Niederlande (2013) |
| ② | Lastendreirad für Gebäckverkauf, Aufbau aus lackiertem Holz und Glas, Indonesien (2004)                                      |
| ③ | Mobiler Verkaufsstand, Knicklenker-Dreirad mit Schirm, Mexiko (2015)                                                         |
| ④ | Lastenrad mit schwer zu kontrollierender Knicklenkung, Tel Aviv                                                              |
| ⑤ | Hollandrad mit verstärktem Rahmen und feststehendem Vorderrad-Gepäckträger                                                   |
| ⑥ | Klassisches schwedisches Bäckerfahrrad von Monark                                                                            |
| ⑦ | Traditionelles Lastenrad mit großem Korb in Buenos Aires                                                                     |
| ⑧ | Ein Dreirad mit Transportbox zum Einsatz in der Stadtreinigung                                                               |
| ⑨ | Kindertransporter |
| ⑩ | Sehr robustes brasilianisches Lastenrad zum Transport von Gasflaschen                                                        |
| ⑪ | Selbstgebaute Lastenräder für den Einsatz im Grenzverkehr zwischen Hékǒu und Lào Cai, die schiebend bewegt werden            |
| ⑫ | Transport von Schilfrohr in Uganda                                                                                           |
| ⑬ | Traditionelles holländisches Dreirad mit Holzkasten                                                                          |